# Liste der Kulturdenkmale in Gruna (Dresden)
Die Liste der Kulturdenkmale in Gruna umfasst sämtliche Kulturdenkmale der Dresdner Gemarkung Gruna. Die Anmerkungen sind zu beachten.
Diese Liste ist eine Teilliste der Liste der Kulturdenkmale in Dresden.

Diese Liste ist eine Teilliste der Liste der Kulturdenkmale in Sachsen.

## Legende
- Bild: Bild des Kulturdenkmals, ggf. zusätzlich mit einem Link zu weiteren Fotos des Kulturdenkmals im Medienarchiv Wikimedia Commons. Wenn man auf das Kamerasymbol klickt, können Fotos zu Kulturdenkmalen aus dieser Liste hochgeladen werden:
- Bezeichnung: Denkmalgeschützte Objekte und ggf. Bauwerksname des Kulturdenkmals
- Lage: Straßenname und Hausnummer oder Flurstücknummer des Kulturdenkmals. Die Grundsortierung der Liste erfolgt nach dieser Adresse. Der Link (Karte) führt zu verschiedenen Kartendiensten mit der Position des Kulturdenkmals. Fehlt dieser Link, wurden die Koordinaten noch nicht eingetragen. Sind diese bekannt, können sie über ein Tool mit einer Kartenansicht einfach nachgetragen werden. In dieser Kartenansicht sind Kulturdenkmale ohne Koordinaten mit einem roten bzw. orangen Marker dargestellt und können durch Verschieben auf die richtige Position in der Karte mit Koordinaten versehen werden. Kulturdenkmale ohne Bild sind an einem blauen bzw. roten Marker erkennbar.
- Datierung: Baubeginn, Fertigstellung, Datum der Erstnennung oder grobe zeitliche Einordnung entsprechend des Eintrags in der sächsischen Denkmaldatenbank
- Beschreibung: Kurzcharakteristik des Kulturdenkmals entsprechend des Eintrags in der sächsischen Denkmaldatenbank, ggf. ergänzt durch die dort nur selten veröffentlichten Erfassungstexte oder zusätzliche Informationen
- ID: Vom Landesamt für Denkmalpflege Sachsen vergebene, das Kulturdenkmal eindeutig identifizierende Objekt-Nummer. Der Link führt zum PDF-Denkmaldokument des Landesamtes für Denkmalpflege Sachsen. Bei ehemaligen Kulturdenkmalen können die Objektnummern unbekannt sein und deshalb fehlen bzw. die Links von aus der Datenbank entfernten Objektnummern ins Leere führen. Ein ggf. vorhandenes Icon  führt zu den Angaben des Kulturdenkmals bei Wikidata.

## Liste der Kulturdenkmale in Gruna
| Bild                                    | Bezeichnung | Lage                                                                     | Datierung | Beschreibung | ID       |
| --------------------------------------- | --- | ------------------------------------------------------------------------ | --- | --- | -------- |
| Weitere Bilder                          | Sachgesamtheit Gartenheimsiedlung Gruna mit zahlreichen Einzeldenkmalen – Großsiedlung des Bauvereins Gartenheim                                                   | Am Anfang 1; 3 (Karte)                                                   | 1920/1926 (Häuserzeilen, Doppelwohnhäuser)                                                                         | Sachgesamtheit Gartenheimsiedlung Gruna, Großsiedlung des Bauverein Gartenheim, Siedlung zwischen Junghansstraße, Hepkestraße, Landgraben und Am Grüngürtel, mit Einzeldenkmalen; baugeschichtlich, ortsgeschichtlich, stadtentwicklungsgeschichtlich sowie städtebaulich und in Teilen künstlerisch bedeutend. Erbaut nach Plänen von Paul Beck und Max Oertel, seit 1969 denkmalgeschützt, 1996 saniert. | 09218419 |
| Weitere Bilder                          | Einzeldenkmal der Sachgesamtheit Gartenheimsiedlung Gruna: Doppelwohnhaus (Einzeldenkmal zu ID-Nr. 09218419)                                                       | Am Anfang 1; 3 (Karte)                                                   | 1919–1922 (Doppelwohnhaus)                                                                                         | vom Bauverein Gartenheim vor allem in traditioneller Bauweise errichtet, mit Steinsockel und Walmdach, belebt durch Klappläden und akzentuierende Gestaltungselemente, als Teil einer der bemerkenswertesten Dresdner Siedlungen um 1925 und markantes architektonisches Zeugnis seiner Zeit, baugeschichtlich, künstlerisch und städtebaulich bedeutend | 09218403 |
| Weitere Bilder                          | Einzeldenkmal der Sachgesamtheit Gartenheimsiedlung Gruna: Häuserzeile (Einzeldenkmal zu ID-Nr. 09218419)                                                          | Am Anfang 2; 4; 6; 8; 10 (Karte)                                         | 1919–1922 (Häuserzeile)                                                                                            | vom Bauverein Gartenheim vor allem in traditioneller Bauweise errichtet, mit Steinsockel und Walmdach, belebt durch Klappläden und akzentuierende Gestaltungselemente, als Teil einer der bemerkenswertesten Dresdner Siedlungen um 1925 und markantes architektonisches Zeugnis seiner Zeit, baugeschichtlich, künstlerisch und städtebaulich bedeutend | 09218404 |
|                                         | Einzeldenkmal der Sachgesamtheit Gartenheimsiedlung Gruna: Häuserzeile (Einzeldenkmal zu ID-Nr. 09218419)                                                          | Am Ende 2; 4; 6 (Karte)                                                  | 1924–1926 (Häuserzeile)                                                                                            | vom Bauverein Gartenheim vor allem in traditioneller Bauweise errichtet, mit Steinsockel und Walmdach, belebt durch Klappläden und akzentuierende Gestaltungselemente als expressionistische Putzornamente, als Teil einer der bemerkenswertesten Dresdner Siedlungen um 1925 und markantes architektonisches Zeugnis seiner Zeit, baugeschichtlich, künstlerisch und städtebaulich bedeutend | 09218405 |
|                                         | Einzeldenkmal der Sachgesamtheit Gartenheimsiedlung Gruna: Häuserzeile mit ehemaligem Verwaltungsbau der Genossenschaft (Einzeldenkmal zu ID-Nr. 09218419)         | Am Ende 10; 12; 14; 16; 18 (Karte)                                       | 1924–1926 (Häuserzeile mit Verwaltungsbau)                                                                         | vom Bauverein Gartenheim errichteter, dreigeschossiger Verwaltungsbau (Nummer 10, 12) mit auffallendem Turmaufbau und Mittelrisalit, beides in expressionistischer Formensprache, vertikale Betonung dieses Fassadenteils durch plastisch konkave Einziehungen und Hervorhebung der Spitzen mittels Sandsteinlisenen, daran im Osten anschließendes eingeschossiges Gebäude (Nummer 14) sowie zweigeschossigem Doppelwohnhaus (Nummer 16, 18), alle Gebäude in traditioneller Bauweise errichtet mit steinsichtigem Sockel und Walmdach, belebt durch Klappläden und Gauben, als Teil einer der bemerkenswertesten Dresdner Siedlungen aus der Zeit um 1920 und markantes architektonisches Zeugnis seiner Zeit, baugeschichtlich, künstlerisch und städtebaulich bedeutend | 09218406 |
|                                         | Einzeldenkmal der Sachgesamtheit Gartenheimsiedlung Gruna: Häuserzeile (Einzeldenkmal zu ID-Nr. 09218419)                                                          | Am Grüngürtel 1; 3; 5 (Karte)                                            | 1924–1926 (Häuserzeile)                                                                                            | vom Bauverein Gartenheim vor allem in traditioneller Bauweise errichtet, mit Steinsockel und Walmdach, belebt durch Klappläden und akzentuierende expressionistische Gestaltungselemente, beidseitig markante Schleppgaupen, als Teil einer der bemerkenswertesten Dresdner Siedlungen um 1925 und markantes architektonisches Zeugnis seiner Zeit, baugeschichtlich, künstlerisch und städtebaulich bedeutend | 09218407 |
|                                         | Einzeldenkmal der Sachgesamtheit Gartenheimsiedlung Gruna: Häuserzeile (Einzeldenkmal zu ID-Nr. 09218419)                                                          | Am Grüngürtel 2; 4; 6 (Karte)                                            | 1924–1926 (Häuserzeile)                                                                                            | vom Bauverein Gartenheim vor allem in traditioneller Bauweise errichtet, mit Steinsockel und Walmdach, belebt durch Klappläden und akzentuierende expressionistische Gestaltungselemente, als Teil einer der bemerkenswertesten Dresdner Siedlungen um 1925 und markantes architektonisches Zeugnis seiner Zeit, baugeschichtlich, künstlerisch und städtebaulich bedeutend | 09218408 |
|                                         | Einzeldenkmal der Sachgesamtheit Gartenheimsiedlung Gruna: Häuserzeile (Einzeldenkmal zu ID-Nr. 09218419)                                                          | Am Grüngürtel 8; 10; 12 (Karte)                                          | 1924–1926 (Häuserzeile)                                                                                            | vom Bauverein Gartenheim vor allem in traditioneller Bauweise errichtet, mit Steinsockel und Walmdach, belebt durch Klappläden und akzentuierende expressionistische Gestaltungselemente, beidseitig Schleppgaupen, als Teil einer der bemerkenswertesten Dresdner Siedlungen um 1925 und markantes architektonisches Zeugnis seiner Zeit, baugeschichtlich, künstlerisch und städtebaulich bedeutend | 09218412 |
|                                         | Einzeldenkmal der Sachgesamtheit Gartenheimsiedlung Gruna: Doppelwohnhaus mit Eckmauer (Am Grüngürtel 14 und Junghansstraße 65) (Einzeldenkmal zu ID-Nr. 09218419) | Am Grüngürtel 14 (Karte)                                                 | 1924–1926 (Doppelwohnhaus)                                                                                         | vom Bauverein Gartenheim vor allem in traditioneller Bauweise errichtet, mit Steinsockel, Walmdach und Ecktürme, belebt durch Klappläden und akzentuierende expressionistische Gestaltungselemente, beidseitig Schleppgaupen, als Teil einer der bemerkenswertesten Dresdner Siedlungen um 1925 und markantes architektonisches Zeugnis seiner Zeit, baugeschichtlich, künstlerisch und städtebaulich bedeutend | 09218409 |
| Weitere Bilder                          | Sachgesamtheit Siedlung des Spar- und Bauvereins Dresden-Gruna mit zahlreichen Einzeldenkmalen                                                                     | Am Knie 1; 2; 3; 4; 5; 6; 7; 8; 9; 10 (Karte)                            | 1924–1927 (Siedlung)                                                                                               | Sachgesamtheit Siedlung des Spar- und Bauvereins Dresden-Gruna, mit zahlreichen Einzeldenkmalen, dazu die Außenanlagen als Sachgesamtheitsteile; Großsiedlung zwischen Landgraben, Hepkestraße, Bärensteiner Straße und Frauensteiner Platz, baugeschichtlich, ortsgeschichtlich, stadtentwicklungsgeschichtlich sowie städtebaulich und in Teilen künstlerisch bedeutend. | 09306553 |
|                                         | Einzeldenkmal der Sachgesamtheit Siedlung des Spar- und Bauvereins Dresden-Gruna: Häuserzeile (Einzeldenkmal zu ID-Nr. 09306553)                                   | Am Knie 1; 3; 5; 7; 9 (Karte)                                            | 1924–1927 (Häuserzeile)                                                                                            | vom Spar- und Bauverein vor allem in traditioneller Bauweise errichteter dreigeschossiger Bau mit steinsichtigem Sockel und auskragendem Walmdach, Teil einer der bemerkenswertesten Dresdner Siedlungen aus der Zeit um 1925 und markantes architektonisches Zeugnis seiner Zeit, baugeschichtlich, ortsgeschichtlich und städtebaulich von Bedeutung | 09218410 |
|                                         | Einzeldenkmal der Sachgesamtheit Siedlung des Spar- und Bauvereins Dresden-Gruna: Häuserzeile (Einzeldenkmal zu ID-Nr. 09306553)                                   | Am Knie 2; 4; 6; 8; 10 (Karte)                                           | 1924–1927 (Häuserzeile)                                                                                            | vom Spar- und Bauverein vor allem in traditioneller Bauweise errichteter dreigeschossiger Bau mit steinsichtigem Sockel und auskragendem Walmdach, Teil einer der bemerkenswertesten Dresdner Siedlungen aus der Zeit um 1925 und markantes architektonisches Zeugnis seiner Zeit, baugeschichtlich, ortsgeschichtlich und städtebaulich von Bedeutung | 09218411 |
|                                         | Einzeldenkmal der Sachgesamtheit Gartenheimsiedlung Gruna: Reihenhaus (Einzeldenkmal zu ID-Nr. 09218419)                                                           | An den Gärten 2; 4; 6; 8; 10; 12; 14; 16; 18; 20 (Karte)                 | 1924–1926 (Reihenhaus)                                                                                             | vom Bauverein Gartenheim vor allem in traditioneller Bauweise errichtet, mit Walmdach, belebt durch Klappläden und akzentuierende Gestaltungselemente, als Teil einer der bemerkenswertesten Dresdner Siedlungen um 1925 und markantes architektonisches Zeugnis seiner Zeit, baugeschichtlich, künstlerisch und städtebaulich bedeutend | 09218413 |
| Direkt Bild zu diesem Denkmal hochladen | Vier Druckmaschinen der Firma Faber & Schleicher aus Offenbach a. M. im Druckhaus Dresden                                                                          | Bärensteiner Straße 30 (Karte)                                           | um 1900 (Technische Ausstattung), 1897 (Technische Ausstattung), 1907 (Technische Ausstattung)                     | technikgeschichtlich bedeutend vier Druckmaschinen der Firma Faber & Schleicher im Lichtdruck-Werkstatt-Museum | 09218580 |
|                                         | Einzeldenkmal der Sachgesamtheit Siedlung des Spar- und Bauvereins Dresden-Gruna: Häuserzeile (Einzeldenkmal zu ID-Nr. 09306553)                                   | Bärensteiner Straße 38; 40; 42; 44; 46 (Karte)                           | 1924–1927 (Häuserzeile)                                                                                            | vom Spar- und Bauverein vor allem in traditioneller Bauweise errichteter dreigeschossiger Bau mit steinsichtigem Sockel und auskragendem Walmdach, durch Faschen und Treppenhäuser mit akzentuierendem Art-déco-Schmuck reizvoll belebt, Teil einer der bemerkenswertesten Dresdner Siedlungen aus der Zeit um 1925 und markantes architektonisches Zeugnis seiner Zeit, baugeschichtlich, künstlerisch und städtebaulich bedeutend | 09218414 |
|                                         | Einzeldenkmal der Sachgesamtheit Siedlung des Spar- und Bauvereins Dresden-Gruna: Häuserzeile (Einzeldenkmal zu ID-Nr. 09306553)                                   | Bärensteiner Straße 48; 50; 52; 54; 56 (Karte)                           | 1924–1927 (Häuserzeile)                                                                                            | vom Spar- und Bauverein vor allem in traditioneller Bauweise errichteter dreigeschossiger Bau mit steinsichtigem Sockel und auskragendem Walmdach, durch Faschen und aus der Fassade hervorgezogene Treppenhäuser belebt, Teil einer der bemerkenswertesten Dresdner Siedlungen aus der Zeit um 1925 und markantes architektonisches Zeugnis seiner Zeit, baugeschichtlich, ortsgeschichtlich und städtebaulich bedeutend | 09218415 |
| Weitere Bilder                          | Einzeldenkmal der Sachgesamtheit Gartenheimsiedlung Gruna: Häuserzeile (Einzeldenkmal zu ID-Nr. 09218419)                                                          | Baumzeile 1; 3; 5; 7; 9; 11; 13; 15; 17; 19 (Karte)                      | 1919–1922 (Häuserzeile)                                                                                            | vom Bauverein Gartenheim vor allem in traditioneller Bauweise errichtete Anlage aus drei Häuserzeilen und zwei eingeschossigen Verbindungsbauten (Nummer 5a, 13a), Bauten mit Steinsockel, Walmdach und Giebelgaupen, belebt durch Klappläden und akzentuierende Gestaltungselemente, als Teil einer der bemerkenswertesten Dresdner Siedlungen um 1925 und markantes architektonisches Zeugnis seiner Zeit, baugeschichtlich, künstlerisch und städtebaulich bedeutend | 09218416 |
| Weitere Bilder                          | Mietshaus in offener Bebauung mit Einfriedung | Beilstraße 16 (Karte)                                                    | um 1905 (Mietshaus)                                                                                                | markantes herrschaftliches Gebäude der Architektur um 1910 mit versachlichter Fassadengestaltung, dezenter Jugendstilornamentik und bemerkenswerter Grundrisslösung, baugeschichtlich und stadtentwicklungsgeschichtlich bedeutend. | 09217148 |
|                                         | Mietshaus mit Einfriedung in Ecklage und offener Bebauung | Beilstraße 17 (Karte)                                                    | um 1890 (Mietshaus)                                                                                                | historisierender Bau mit Putzfassade, Mansarddach und Sandsteinsockel, horizontale Betonung des Erdgeschosses durch Gurtgesims sowie Stilelementen der Neorenaissance, Eckerker und Turmaufbau als städtebauliche Akzentuierung, baugeschichtlich und städtebaulich von Bedeutung | 09217827 |
|                                         | Mietshaus mit Einfriedung in offener Bebauung | Beilstraße 19 (Karte)                                                    | um 1900 (Mietshaus)                                                                                                | herrschaftlicher Bau mit Naturstein verkleideter Schaufassade, asymmetrische Gestaltung der Fassade und Dachlandschaft, Standerker und Eckerker mit Heimatstilelementen, baugeschichtlich und künstlerisch von Bedeutung | 09217829 |
|                                         | Mietshaus in offener Bebauung | Beilstraße 20 (Karte)                                                    | um 1905 (Mietshaus)                                                                                                | historisierender Bau um 1900 mit Putzfassade und Natursteinsockel, Mansarddach, überhöhter Mittelrisalit mit asymmetrischem Erker, auffallende Fenstergliederung insbesondere der Oberlichter, Schmuckelemente des Jugendstils, baugeschichtlich und städtebaulich von Bedeutung | 09217830 |
| Weitere Bilder                          | Villa Garten | Beilstraße 21 (Karte)                                                    | um 1906 (Mietvilla)                                                                                                | Mietvilla mit Einfriedung; repräsentatives Anwesen, charakteristischer Jugendstilbau, dominiert von Eckturm, hölzernem Standerker und geschweiftem Giebel, Farbglasfenster, hochgezogener Natursteinsockel, innen originale Ausstattung, baugeschichtlich und künstlerisch bedeutend | 09217831 |
|                                         | Mietshaus mit Einfriedung in offener Bebauung | Beilstraße 22 (Karte)                                                    | um 1900 (Mietshaus)                                                                                                | repräsentativer historisierender Bau, dominiert von Mittelrisalit mit Balkon in der Beletage, Fassadengliederung durch Eckquaderung, Sandsteinbänder und zum Teil aufwendigen Fensterbekrönungen, baugeschichtlich bedeutend | 09217832 |
|                                         | Mietshaus mit Einfriedung in offener Bebauung | Beilstraße 23 (Karte)                                                    | um 1900 (Mietshaus)                                                                                                | herrschaftlicher, dreigeschossiger Bau mit Putzfassade, profilierten Natursteinfenstereinfassungen und Mansarddach, Mittelrisalit, aufwendig gestalteter Erker mit Jugendstilelementen und Farbglasfenstern sowie Eckturm an der Schaufassade, baugeschichtlich und künstlerisch von Bedeutung | 09217833 |
|                                         | Mietshaus mit Einfriedung in offener Bebauung | Beilstraße 27 (Karte)                                                    | um 1895 (Mietshaus)                                                                                                | dreigeschossiges Mietshaus mit Klinkerfassade, Gliederung der Fassade durch Lisenen und Gurtgesims zwischen Erdgeschoss und erstem Obergeschoss sowie horizontale Natursteinbänder an den Abschlüssen der Fenster, Seitenrisalite und Austritte im ersten Obergeschoss, baugeschichtlich und stadtentwicklungsgeschichtlich von Bedeutung | 09217834 |
|                                         | Mietshaus mit Einfriedung in offener Bebauung | Beilstraße 28 (Karte)                                                    | um 1895 (Mietshaus)                                                                                                | dreigeschossiger Putzbau mit Mansarddach, geschweiften Giebeln an Front und Seiten, zurückhaltendem Fassadenschmuck mit Stilelementen der Neorenaissance, baugeschichtlich und stadtentwicklungsgeschichtlich von Bedeutung | 09217835 |
| Weitere Bilder                          | Thomaskirche: Kirche mit Ausstattung | Bodenbacher Straße (Karte)                                               | 1892 (Kirche), um 1932 Erweiterung (Kirche), 1952 (Orgel), 1955 (Kanzel)                                           | historisierender Kirchenbau mit Stilelementen der Neorenaissance und Neoromanik über annähernd kreuzförmigem Grundriss mit Klinkerfassade und Südturm, baugeschichtlich und stadtentwicklungsgeschichtlich von Bedeutung. Evangelisch-lutherische Kirche mit Klinkerfassade und Südturm, von Gutsbesitzerin Eva Rosine Beil und Kaufmann Julius Rothermund gestiftet, von Christian Gottfried Schramm in neoromanischem Stil erbaut, 1932 erweitert, seither mit Altar von Edmund Moeller, 1945 durch Bomben beschädigt, bis 1950 Wiederaufbau, seit 1952 mit Jehmlich-Orgel. | 09217837 |
|                                         | Wohnhausgruppe mit Einfriedung in offener Bebauung | Bodenbacher Straße 16; 16b; 16c (Karte)                                  | um 1905 (Wohnhaus)                                                                                                 | kompakter, symmetrisch gegliederter Baukörper mit Mansarddach, seitliche Treppenhäuser herausgezogen, zurückhaltende Fassadenschmuck mit Stilelementen der Reformarchitektur, Fenster mit kleinteilig vertikal gesprossten Oberlichtern, baugeschichtlich von Bedeutung | 09217836 |
|                                         | Mietvilla mit Einfriedung | Bodenbacher Straße 20 (Karte)                                            | um 1905 (Mietvilla)                                                                                                | dreigeschossiger Putzbau mit Mansarddach und Natursteinsockel, geschweiften Giebeln an den straßenseitigen Fronten und farblich sowie konstruktiv stark hervortretenden Balkonen bzw. Wintergärten, im Vergleich dazu zurückhaltender Fassadenschmuck, Betonung des Erdgeschosses durch Strukturputzfelder sowie horizontal verlaufende Natursteinbänder, die sich im Dachgeschoss wiederholen, baugeschichtlich und stadtentwicklungsgeschichtlich von Bedeutung | 09217838 |
|                                         | Mietvilla mit Einfriedung und freistehendem Portal | Bodenbacher Straße 24 (Karte)                                            | um 1904 (Mietvilla)                                                                                                | dreigeschossiger Putzbau mit Walmdach, Mittelrisalit, Zierfachwerk im zweiten Obergeschoss und im Dach, Betonung der Straßenseite durch Erker mit Balkon auf dreistufigen Konsolen, baugeschichtlich und stadtentwicklungsgeschichtlich von Bedeutung | 09217839 |
|                                         | Einzeldenkmal o. g. Sachgesamtheit: Häuserzeile (Einzeldenkmal zu ID-Nr. 09306578)                                                                                 | Eibenstocker Straße 2 (Karte)                                            | um 1928 (Mehrfamilienwohnhaus)                                                                                     | zus. mit Eibenstocker Straße 2 und Hepkestraße 45, viergeschossige Häuserzeile mit Ladenzone im Erdgeschoss, sachlich, funktional strukturierte Fassadengestaltung in Anlehnung an die Ideen des Bauhauses, vertikale Betonung der Treppenhäuser durch Fensterbänder, an den Stirnseiten Akzentuierung durch abgerundete Balkone im Stil der klassischen Moderne, baugeschichtlich und stadtentwicklungsgeschichtlich von Bedeutung | 09218473 |
|                                         | Einzeldenkmal o. g. Sachgesamtheit: Häuserzeile (Einzeldenkmal zu ID-Nr. 09306578)                                                                                 | Eibenstocker Straße 4; 6; 8; 10; 12; 14 (Karte)                          | um 1928 (Mehrfamilienwohnhaus)                                                                                     | viergeschossige Häuserzeile mit Flachdach, sachlich, funktional strukturierte Fassadengestaltung in Anlehnung an die Ideen des Bauhauses, vertikale Betonung der Treppenhäuser durch Fensterbänder, baugeschichtlich und stadtentwicklungsgeschichtlich von Bedeutung | 09218417 |
|                                         | Mietshaus mit Einfriedung in offener Bebauung | Eibenstocker Straße 27 (Karte)                                           | um 1910 (Mietshaus)                                                                                                | viergeschossiger, historisierender Putzbau mit Mansardenwalmdach, leicht von der Mitte versetzter Erker mit Putzornamenten, Fenster mit Natursteinfaschen, baugeschichtlich von Bedeutung | 09218418 |
| Weitere Bilder                          | Hans-Erlwein-Gymnasium: Schulgebäude | Eibenstocker Straße 30 (Karte)                                           | 1912–1914 (Schule)                                                                                                 | repräsentativer Bau über U-förmigem Grundriss, Fassaden mit Lisenengliederung, mächtiges Mansarddach, Akzentuierung durch konvexen Vorbau, galt bei Fertigstellung als schönstes Schulgebäude Dresdens, baugeschichtlich und künstlerisch bedeutend Schulgebäude, nach Entwürfen von Hans Erlwein erbaut, zunächst 31. Volksschule, 1935–1945 Hans-Schemm-Schule, später 5. POS „Kurt Schlosser“ und 31. POS „Georgi Dimitroff“, ab 1992 Gymnasium Dresden-Gruna, seit 2004 „Hans-Erlwein-Gymnasium“ | 09217856 |
| Weitere Bilder                          | Rheinische-Emulsions-Papier-Fabrik; MIMOSA; VEB Fotopapierwerk Dresden: Fabrikkomplex mit Einfriedung                                                              | Eibenstocker Straße 86; 86a (Karte)                                      | 1910–1911 (Fabrikgebäude)                                                                                          | Anlage über annähernd U-förmigem Grundriss, breitgelagerte Fassaden durch Lisenen gegliedert, akzentuierende Ornamente, im Hochparterre Blendrahmen mit kleinen Öffnungen, weitere Belebung durch Balkone, zeitweilig größte Fabrik Deutschlands für fotografische Papiere, beeindruckendes Zeugnis der Industriearchitektur aus dem ersten Viertel des 20. Jahrhunderts, industrie- und architekturgeschichtlich von Bedeutung | 09302848 |
| Weitere Bilder                          | Sachgesamtheit Siedlung Gruna der Gemeinnützigen Wohnungsbau-A.-G. (GEWOBAG) mit zahlreichen Einzeldenkmalen                                                       | Falkensteinplatz 7; 8; 9 (Karte)                                         | 1925–1928 (Siedlung)                                                                                               | Sachgesamtheit Siedlung Gruna der Gemeinnützigen Wohnungsbau-A.-G. (GEWOBAG) mit zahlreichen Einzeldenkmalen sowie den Außenanlagen als Sachgesamtheitsteile; Anlage bestehend aus 16 Häuserzeilen und einem Funktionsgebäude (Hepkestraße 34a), mehrgeschossige Bauten mit Flachdächern nach einheitlichem Konzept von Erich Hempel von 1925 bis 1928 im Auftrag der gemeinnützigen Wohnungsbaugenossenschaft GEWOBAG errichtet, sachlich funktional strukturierte Gestaltung in Anlehnung an die Ideen des Bauhauses, baugeschichtlich, städtebaulich und stadtentwicklungsgeschichtlich von Bedeutung. | 09306578 |
|                                         | Einzeldenkmal o. g. Sachgesamtheit: Häuserzeile (Einzeldenkmal zu ID-Nr. 09306578)                                                                                 | Falkensteinplatz 7; 8; 9 (Karte)                                         | 1925–1928 (Mehrfamilienwohnhaus)                                                                                   | zus. mit Schrammsteinstraße 1, viergeschossige Häuserzeile mit Flachdach, sachlich, funktional strukturierte Fassadengestaltung in Anlehnung an die Ideen des Bauhauses, baugeschichtlich und stadtentwicklungsgeschichtlich von Bedeutung | 09218420 |
|                                         | Einzeldenkmal der Sachgesamtheit Siedlung des Spar- und Bauvereins Dresden-Gruna: Häuserzeile (Einzeldenkmal zu ID-Nr. 09306553)                                   | Frauensteiner Platz 1; 3; 5; 7 (Karte)                                   | 1924–1927 (Häuserzeile)                                                                                            | vom Spar- und Bauverein vor allem in traditioneller Bauweise errichteter dreigeschossiger Bau mit steinsichtigem Sockel und Walmdach, Eingangsbereiche durch Art-déco-Putzreliefe akzentuiert, Teil einer der bemerkenswertesten Dresdner Siedlungen aus der Zeit um 1925 und markantes architektonisches Zeugnis seiner Zeit, baugeschichtlich, künstlerisch und städtebaulich bedeutend | 09218421 |
|                                         | Einzeldenkmal der Sachgesamtheit Siedlung des Spar- und Bauvereins Dresden-Gruna: Häuserzeile mit Zirkelsteinstraße 11 (Einzeldenkmal zu ID-Nr. 09306553)          | Frauensteiner Platz 9; 11 (Karte)                                        | 1924–1927 (Häuserzeile)                                                                                            | vom Spar- und Bauverein vor allem in traditioneller Bauweise errichteter dreigeschossiger Bau mit Walmdach, horizontale Betonung der straßenseitigen Ansicht durch Gurtgesims über dem zweiten Geschoss, bis zu dieser Höhe auch Eckecker, Teil einer der bemerkenswertesten Dresdner Siedlungen aus der Zeit um 1925 und markantes architektonisches Zeugnis seiner Zeit, baugeschichtlich, künstlerisch und städtebaulich bedeutend | 09218422 |
|                                         | Einzeldenkmal der Sachgesamtheit Siedlung des Spar- und Bauvereins Dresden-Gruna: Wohnhaus (Einzeldenkmal zu ID-Nr. 09306553)                                      | Frauensteiner Platz 13 (Karte)                                           | 1924–1927 (Mehrfamilienwohnhaus)                                                                                   | vom Spar- und Bauverein vor allem in traditioneller Bauweise errichteter zweigeschossiger Bau mit Mansardwalmdach, Teil einer der bemerkenswertesten Dresdner Siedlungen aus der Zeit um 1925 und markantes architektonisches Zeugnis seiner Zeit, baugeschichtlich, künstlerisch und städtebaulich bedeutend | 09218423 |
|                                         | Einzeldenkmal der Sachgesamtheit Siedlung des Spar- und Bauvereins Dresden-Gruna: Wohnhaus (Einzeldenkmal zu ID-Nr. 09306553)                                      | Frauensteiner Platz 15 (Karte)                                           | 1924–1927 (Mehrfamilienwohnhaus)                                                                                   | vom Spar- und Bauverein vor allem in traditioneller Bauweise errichteter zweigeschossiger Bau mit Mansardwalmdach und bogenförmigen Loggien an der Rückseite, Teil einer der bemerkenswertesten Dresdner Siedlungen aus der Zeit um 1925 und markantes architektonisches Zeugnis seiner Zeit, baugeschichtlich, künstlerisch und städtebaulich bedeutend | 09218424 |
|                                         | Einzeldenkmal der Sachgesamtheit Siedlung des Spar- und Bauvereins Dresden-Gruna: Häuserzeile mit Zschirnsteinstraße 14 (Einzeldenkmal zu ID-Nr. 09306553)         | Frauensteiner Platz 17; 19 (Karte)                                       | 1924–1927 (Häuserzeile)                                                                                            | vom Spar- und Bauverein vor allem in traditioneller Bauweise errichteter dreigeschossiger Bau mit Walmdach, horizontale Betonung der straßenseitigen Ansicht durch Gurtgesims über dem zweiten Geschoss, bis zu dieser Höhe auch Eckecker, Teil einer der bemerkenswertesten Dresdner Siedlungen aus der Zeit um 1925 und markantes architektonisches Zeugnis seiner Zeit, baugeschichtlich, künstlerisch und städtebaulich bedeutend | 09218425 |
|                                         | Einzeldenkmal der Sachgesamtheit Gartenheimsiedlung Gruna: Häuserzeile (Einzeldenkmal zu ID-Nr. 09218419)                                                          | Gartenheimallee 1; 3; 5 (Karte)                                          | 1924–1926 (Häuserzeile)                                                                                            | vom Bauverein Gartenheim vor allem in traditioneller Bauweise errichtet, mit Steinsockel und Walmdach, belebt durch Klappläden und akzentuierende Gestaltungselemente, rückwärtig augenfällige Loggien, als Teil einer der bemerkenswertesten Dresdner Siedlungen um 1925 und markantes architektonisches Zeugnis seiner Zeit, baugeschichtlich, künstlerisch und städtebaulich bedeutend | 09218426 |
| Weitere Bilder                          | Einzeldenkmal der Sachgesamtheit Gartenheimsiedlung Gruna: Häuserzeile (Einzeldenkmal zu ID-Nr. 09218419)                                                          | Gartenheimallee 2; 4; 6 (Karte)                                          | 1924–1926 (Häuserzeile)                                                                                            | vom Bauverein Gartenheim vor allem in traditioneller Bauweise errichtet, mit Steinsockel und Walmdach, belebt durch Klappläden und akzentuierende Gestaltungselemente, rückwärtig augenfällige Loggien, als Teil einer der bemerkenswertesten Dresdner Siedlungen um 1925 und markantes architektonisches Zeugnis seiner Zeit, baugeschichtlich, künstlerisch und städtebaulich bedeutend | 09218430 |
|                                         | Einzeldenkmal der Sachgesamtheit Gartenheimsiedlung Gruna: Doppelwohnhaus (Einzeldenkmal zu ID-Nr. 09218419)                                                       | Gartenheimallee 7; 9 (Karte)                                             | 1924–1926 (Doppelwohnhaus)                                                                                         | vom Bauverein Gartenheim vor allem in traditioneller Bauweise errichtet, mit Steinsockel und Walmdach, belebt durch Klappläden und akzentuierende Gestaltungselemente, rückwärtig augenfällige Loggien, als Teil einer der bemerkenswertesten Dresdner Siedlungen um 1925 und markantes architektonisches Zeugnis seiner Zeit, baugeschichtlich, künstlerisch und städtebaulich bedeutend | 09218427 |
|                                         | Einzeldenkmal der Sachgesamtheit Gartenheimsiedlung Gruna: Doppelwohnhaus (Einzeldenkmal zu ID-Nr. 09218419)                                                       | Gartenheimallee 8; 10 (Karte)                                            | 1924–1926 (Doppelwohnhaus)                                                                                         | vom Bauverein Gartenheim vor allem in traditioneller Bauweise errichtet, mit Steinsockel und Walmdach, belebt durch Klappläden und akzentuierende Gestaltungselemente, rückwärtig augenfällige Loggien, als Teil einer der bemerkenswertesten Dresdner Siedlungen um 1925 und markantes architektonisches Zeugnis seiner Zeit, baugeschichtlich, künstlerisch und städtebaulich bedeutend | 09218431 |
|                                         | Einzeldenkmal der Sachgesamtheit Gartenheimsiedlung Gruna: Doppelwohnhaus (Einzeldenkmal zu ID-Nr. 09218419)                                                       | Gartenheimallee 11; 13 (Karte)                                           | 1924–1926 (Doppelwohnhaus)                                                                                         | vom Bauverein Gartenheim vor allem in traditioneller Bauweise errichtet, mit Steinsockel und Walmdach, belebt durch Klappläden und akzentuierende Gestaltungselemente, rückwärtig augenfällige Loggien, als Teil einer der bemerkenswertesten Dresdner Siedlungen um 1925 und markantes architektonisches Zeugnis seiner Zeit, baugeschichtlich, künstlerisch und städtebaulich bedeutend | 09218428 |
|                                         | Einzeldenkmal der Sachgesamtheit Gartenheimsiedlung Gruna: Doppelwohnhaus (Einzeldenkmal zu ID-Nr. 09218419)                                                       | Gartenheimallee 12; 14 (Karte)                                           | 1924–1926 (Doppelwohnhaus)                                                                                         | vom Bauverein Gartenheim vor allem in traditioneller Bauweise errichtet, mit Steinsockel und Walmdach, belebt durch Klappläden und akzentuierende Gestaltungselemente, rückwärtig augenfällige Loggien, als Teil einer der bemerkenswertesten Dresdner Siedlungen um 1925 und markantes architektonisches Zeugnis seiner Zeit, baugeschichtlich, künstlerisch und städtebaulich bedeutend | 09218432 |
|                                         | Einzeldenkmal der Sachgesamtheit Gartenheimsiedlung Gruna: Häuserzeile (Einzeldenkmal zu ID-Nr. 09218419)                                                          | Gartenheimallee 15; 17; 19 (Karte)                                       | 1924–1926 (Häuserzeile)                                                                                            | vom Bauverein Gartenheim vor allem in traditioneller Bauweise errichtet, mit Steinsockel und Walmdach, belebt durch Klappläden und akzentuierende Gestaltungselemente in expressionistischen Formen, rückwärtig augenfällige Loggien, als Teil einer der bemerkenswertesten Dresdner Siedlungen um 1925 und markantes architektonisches Zeugnis seiner Zeit, baugeschichtlich, künstlerisch und städtebaulich bedeutend | 09218429 |
|                                         | Einzeldenkmal der Sachgesamtheit Gartenheimsiedlung Gruna: Häuserzeile (Einzeldenkmal zu ID-Nr. 09218419)                                                          | Gartenheimallee 16; 18; 20 (Karte)                                       | 1924–1926 (Häuserzeile)                                                                                            | vom Bauverein Gartenheim vor allem in traditioneller Bauweise errichtet, mit Steinsockel und Walmdach, belebt durch Klappläden und akzentuierende Gestaltungselemente, rückwärtig augenfällige Loggien, als Teil einer der bemerkenswertesten Dresdner Siedlungen um 1925 und markantes architektonisches Zeugnis seiner Zeit, baugeschichtlich, künstlerisch und städtebaulich bedeutend | 09218433 |
| Weitere Bilder                          | Einzeldenkmal der Sachgesamtheit Gartenheimsiedlung Gruna: Reihenhaus (Einzeldenkmal zu ID-Nr. 09218419)                                                           | Gartenheimsteg 1; 3; 5; 7; 9; 11 (Karte)                                 | 1919–1922 (Reihenhaus)                                                                                             | vom Bauverein Gartenheim vor allem in traditioneller Bauweise errichtet, mit Steinsockel und Walmdach, belebt durch Klappläden und akzentuierende Gestaltungselemente, als Teil einer der bemerkenswertesten Dresdner Siedlungen um 1925 und markantes architektonisches Zeugnis seiner Zeit, baugeschichtlich, künstlerisch und städtebaulich bedeutend | 09218434 |
|                                         | Einzeldenkmal der Sachgesamtheit Gartenheimsiedlung Gruna: Doppelwohnhaus (Einzeldenkmal zu ID-Nr. 09218419)                                                       | Gartenheimsteg 2; 4 (Karte)                                              | 1924–1926 (Doppelwohnhaus)                                                                                         | vom Bauverein Gartenheim vor allem in traditioneller Bauweise errichtet, mit Steinsockel und Walmdach, belebt durch Klappläden und akzentuierende Gestaltungselemente in expressionistischen Formen, beidseitig markante Schleppgaupen, als Teil einer der bemerkenswertesten Dresdner Siedlungen um 1925 und markantes architektonisches Zeugnis seiner Zeit, baugeschichtlich, künstlerisch und städtebaulich bedeutend | 09218435 |
|                                         | Einzeldenkmal der Sachgesamtheit Siedlung des Spar- und Bauvereins Dresden-Gruna: Häuserzeile (Einzeldenkmal zu ID-Nr. 09306553)                                   | Gerader Steg 1; 3; 5; 7; 9 (Karte)                                       | 1924–1927 (Häuserzeile)                                                                                            | vom Spar- und Bauverein vor allem in traditioneller Bauweise errichteter dreigeschossiger Bau mit steinsichtigem Sockel und auskragendem Walmdach, Teil einer der bemerkenswertesten Dresdner Siedlungen aus der Zeit um 1925 und markantes architektonisches Zeugnis seiner Zeit, baugeschichtlich, ortsgeschichtlich und städtebaulich von Bedeutung | 09218436 |
|                                         | Einzeldenkmal der Sachgesamtheit Siedlung des Spar- und Bauvereins Dresden-Gruna: Häuserzeile (Einzeldenkmal zu ID-Nr. 09306553)                                   | Gerader Steg 2; 4; 6; 8; 10 (Karte)                                      | 1924–1927 (Häuserzeile)                                                                                            | vom Spar- und Bauverein vor allem in traditioneller Bauweise errichteter dreigeschossiger Bau mit steinsichtigem Sockel und auskragendem Walmdach, Teil einer der bemerkenswertesten Dresdner Siedlungen aus der Zeit um 1925 und markantes architektonisches Zeugnis seiner Zeit, baugeschichtlich, ortsgeschichtlich und städtebaulich von Bedeutung | 09218437 |
|                                         | Einzeldenkmal der Sachgesamtheit Siedlung des Spar- und Bauvereins Dresden-Gruna: Wohnhaus (Einzeldenkmal zu ID-Nr. 09306553)                                      | Gerader Steg 12 (Karte)                                                  | 1924–1927 (Mehrfamilienwohnhaus)                                                                                   | vom Spar- und Bauverein vor allem in traditioneller Bauweise errichteter zweigeschossiger Bau mit steinsichtigem Sockel und Treppengiebel, Teil einer der bemerkenswertesten Dresdner Siedlungen aus der Zeit um 1925 und markantes architektonisches Zeugnis seiner Zeit, baugeschichtlich, künstlerisch und städtebaulich bedeutend | 09218438 |
|                                         | Einzeldenkmal der Sachgesamtheit Gartenheimsiedlung Gruna: Häuserzeile (Einzeldenkmal zu ID-Nr. 09218419)                                                          | Grabenwinkel 10; 12; 14 (Karte)                                          | 1924–1926 (Häuserzeile)                                                                                            | mit erhöhtem Mittelteil, vom Bauverein Gartenheim vor allem in traditioneller Bauweise errichtet, mit Steinsockel und Walmdächern, belebt durch Klappläden und akzentuierende Gestaltungselementen, als Teil einer der bemerkenswertesten Dresdner Siedlungen um 1925 und markantes architektonisches Zeugnis seiner Zeit, baugeschichtlich, künstlerisch und städtebaulich bedeutend | 09218441 |
|                                         | Einzeldenkmal der Sachgesamtheit Gartenheimsiedlung Gruna: Reihenhaus (Einzeldenkmal zu ID-Nr. 09218419)                                                           | Grabenwinkel 13; 15; 17; 19 (Karte)                                      | 1924–1926 (Reihenhaus)                                                                                             | vom Bauverein Gartenheim vor allem in traditioneller Bauweise errichtet, mit Steinsockel und Walmdach, belebt durch Klappläden und akzentuierende Gestaltungselemente, als Teil einer der bemerkenswertesten Dresdner Siedlungen um 1925 und markantes architektonisches Zeugnis seiner Zeit, baugeschichtlich, künstlerisch und städtebaulich bedeutend | 09218440 |
|                                         | Einzeldenkmal der Sachgesamtheit Gartenheimsiedlung Gruna: Doppelwohnhaus (Einzeldenkmal zu ID-Nr. 09218419)                                                       | Grabenwinkel 20; 22 (Karte)                                              | 1924–1926 (Doppelwohnhaus)                                                                                         | vom Bauverein Gartenheim vor allem in traditioneller Bauweise errichtet, mit Walmdach, belebt durch Klappläden und akzentuierende Gestaltungselemente, als Teil einer der bemerkenswertesten Dresdner Siedlungen um 1925 und markantes architektonisches Zeugnis seiner Zeit, baugeschichtlich, künstlerisch und städtebaulich bedeutend | 09218442 |
|                                         | Einzeldenkmal o. g. Sachgesamtheit: Häuserzeile (Einzeldenkmal zu ID-Nr. 09306578)                                                                                 | Haenel-Clauß-Straße 2; 4; 6; 8; 10 (Karte)                               | um 1928 (Mehrfamilienwohnhaus)                                                                                     | viergeschossige Häuserzeile mit Flachdach, sachlich, funktional strukturierte Fassadengestaltung in Anlehnung an die Ideen des Bauhauses, Häuserzeile überhöhende Ecklösung zu Falkensteinplatz 7 mit Ladenzone im Erdgeschoss und darauf zurückgesetzt, aufstockend die vier Wohngeschosse, baugeschichtlich und stadtentwicklungsgeschichtlich von Bedeutung | 09218472 |
| Weitere Bilder                          | Figurengruppe »Mutter mit fünf Kindern«: Figurengruppe auf Postament                                                                                               | Hepkeplatz (Karte)                                                       | vor 1936 (Figurengruppe)                                                                                           | charakteristische Arbeit im Stil der Neuen Sachlichkeit, dabei steht erzählerischer Moment im Vordergrund, kunsthistorisch bedeutend. Figurengruppe Mutter mit Kindern von Ernst Hermann Grämer. | 09304906 |
|                                         | Einzeldenkmal o. g. Sachgesamtheit: Häuserzeile (Einzeldenkmal zu ID-Nr. 09306578)                                                                                 | Hepkeplatz 2; 4 (Karte)                                                  | um 1928 (Mehrfamilienwohnhaus)                                                                                     | zus. mit Hepkestraße 38, 40, viergeschossige Häuserzeile mit Flachdach, sachlich, funktional strukturierte Fassadengestaltung in Anlehnung an die Ideen des Bauhauses, vertikale Betonung der Treppenhäuser durch Fensterbänder, baugeschichtlich und stadtentwicklungsgeschichtlich von Bedeutung | 09218474 |
|                                         | Einzeldenkmal o. g. Sachgesamtheit: Häuserzeile (Einzeldenkmal zu ID-Nr. 09306578)                                                                                 | Hepkeplatz 6; 8; 10 (Karte)                                              | um 1928 (Mehrfamilienwohnhaus)                                                                                     | zus. mit Eibenstocker Straße 2 und Hepkestraße 45, viergeschossige Häuserzeile mit Ladenzone im Erdgeschoss, sachlich, funktional strukturierte Fassadengestaltung in Anlehnung an die Ideen des Bauhauses, vertikale Betonung der Treppenhäuser durch Fensterbänder, an den Stirnseiten Akzentuierung durch abgerundete Balkone im Stil der klassischen Moderne, baugeschichtlich und stadtentwicklungsgeschichtlich von Bedeutung | 09218473 |
|                                         | Einzeldenkmal o. g. Sachgesamtheit: Häuserzeile (Einzeldenkmal zu ID-Nr. 09306578)                                                                                 | Hepkestraße 34; 34a; 36 (Karte)                                          | um 1928 (Mehrfamilienwohnhaus)                                                                                     | viergeschossige Häuserzeile mit Flachdach, sachlich, funktional strukturierte Fassadengestaltung in Anlehnung an die Ideen des Bauhauses, vertikale Betonung der Treppenhäuser durch Fensterbänder, im Hof Funktionsgebäude (Nummer 34a), baugeschichtlich und stadtentwicklungsgeschichtlich von Bedeutung | 09218475 |
|                                         | Einzeldenkmal o. g. Sachgesamtheit: Häuserzeile (Einzeldenkmal zu ID-Nr. 09306578)                                                                                 | Hepkestraße 38; 40 (Karte)                                               | um 1928 (Mehrfamilienwohnhaus)                                                                                     | zus. mit Hepkestraße 38, 40, viergeschossige Häuserzeile mit Flachdach, sachlich, funktional strukturierte Fassadengestaltung in Anlehnung an die Ideen des Bauhauses, vertikale Betonung der Treppenhäuser durch Fensterbänder, baugeschichtlich und stadtentwicklungsgeschichtlich von Bedeutung | 09218474 |
|                                         | Einzeldenkmal o. g. Sachgesamtheit: Häuserzeile (Einzeldenkmal zu ID-Nr. 09306578)                                                                                 | Hepkestraße 42 (Karte)                                                   | um 1928 (Mehrfamilienwohnhaus)                                                                                     | zus. mit Hepkestraße 42, viergeschossige Häuserzeile mit Flachdach, sachlich, funktional strukturierte Fassadengestaltung in Anlehnung an die Ideen des Bauhauses, vertikale Betonung der Treppenhäuser durch Fensterbänder, an den Stirnseiten Akzentuierung durch abgerundete Balkone im Stil der klassischen Moderne, baugeschichtlich und stadtentwicklungsgeschichtlich von Bedeutung | 09218484 |
|                                         | Einzeldenkmal o. g. Sachgesamtheit: Häuserzeile (Einzeldenkmal zu ID-Nr. 09306578)                                                                                 | Hepkestraße 44; 46; 48; 50; 52; 54 (Karte)                               | um 1928 (Mehrfamilienwohnhaus)                                                                                     | viergeschossige Häuserzeile mit Flachdach, sachlich, funktional strukturierte Fassadengestaltung in Anlehnung an die Ideen des Bauhauses, vertikale Betonung der Treppenhäuser durch Fensterbänder, baugeschichtlich und stadtentwicklungsgeschichtlich von Bedeutung | 09218479 |
|                                         | Einzeldenkmal o. g. Sachgesamtheit: Häuserzeile (Einzeldenkmal zu ID-Nr. 09306578)                                                                                 | Hepkestraße 45 (Karte)                                                   | um 1928 (Mehrfamilienwohnhaus)                                                                                     | zus. mit Eibenstocker Straße 2 und Hepkestraße 45, viergeschossige Häuserzeile mit Ladenzone im Erdgeschoss, sachlich, funktional strukturierte Fassadengestaltung in Anlehnung an die Ideen des Bauhauses, vertikale Betonung der Treppenhäuser durch Fensterbänder, an den Stirnseiten Akzentuierung durch abgerundete Balkone im Stil der klassischen Moderne, baugeschichtlich und stadtentwicklungsgeschichtlich von Bedeutung | 09218473 |
|                                         | Einzeldenkmal o. g. Sachgesamtheit: Häuserzeile (Einzeldenkmal zu ID-Nr. 09306578)                                                                                 | Hepkestraße 47; 49; 51; 53 (Karte)                                       | um 1928 (Mehrfamilienwohnhaus)                                                                                     | viergeschossige Häuserzeile mit Flachdach, sachlich, funktional strukturierte Fassadengestaltung in Anlehnung an die Ideen des Bauhauses, baugeschichtlich und stadtentwicklungsgeschichtlich von Bedeutung | 09218481 |
|                                         | Einzeldenkmal o. g. Sachgesamtheit: Häuserzeile (Einzeldenkmal zu ID-Nr. 09306578)                                                                                 | Hepkestraße 53b; 53c; 53d (Karte)                                        | um 1928 (Mehrfamilienwohnhaus)                                                                                     | viergeschossige Häuserzeile mit Flachdach, sachlich, funktional strukturierte Fassadengestaltung in Anlehnung an die Ideen des Bauhauses, vertikale Betonung der Treppenhäuser durch Fensterbänder, baugeschichtlich und stadtentwicklungsgeschichtlich von Bedeutung | 09218482 |
| Weitere Bilder                          | Einzeldenkmal der Sachgesamtheit Gartenheimsiedlung Gruna: Doppelwohnhaus (Einzeldenkmal zu ID-Nr. 09218419)                                                       | Hepkestraße 60; 62 (Karte)                                               | 1919–1922 (Doppelwohnhaus)                                                                                         | vom Bauverein Gartenheim vor allem in traditioneller Bauweise errichtet, mit Steinsockel und Walmdach, belebt durch Klappläden und akzentuierende Gestaltungselemente, als Teil einer der bemerkenswertesten Dresdner Siedlungen um 1925 und markantes architektonisches Zeugnis seiner Zeit, baugeschichtlich, künstlerisch und städtebaulich bedeutend | 09218443 |
|                                         | Einzeldenkmal der Sachgesamtheit Gartenheimsiedlung Gruna: Häuserzeile (Einzeldenkmal zu ID-Nr. 09218419)                                                          | Hepkestraße 64; 66; 68; 70; 72; 74; 76; 78 (Karte)                       | 1919–1922 (Häuserzeile)                                                                                            | vom Bauverein Gartenheim vor allem in traditioneller Bauweise errichtet, mit Steinsockel und Walmdach, belebt durch Klappläden und akzentuierende Gestaltungselemente, auffällig auch die beidseitigen Zwerchhäuser sowie die Loggien an den Schmalseiten und der Gartenseite, als Teil einer der bemerkenswertesten Dresdner Siedlungen um 1925 und markantes architektonisches Zeugnis seiner Zeit, baugeschichtlich, künstlerisch und städtebaulich bedeutend | 09218444 |
|                                         | Einzeldenkmal der Sachgesamtheit Gartenheimsiedlung Gruna: Reihenhaus (Einzeldenkmal zu ID-Nr. 09218419)                                                           | Hepkestraße 80; 82; 84; 86; 88; 90; 92; 94; 96; 98 (Karte)               | 1924–1926 (Reihenhaus)                                                                                             | vom Bauverein Gartenheim vor allem in traditioneller Bauweise errichtet, mit Steinsockel und Walmdach, belebt durch Klappläden und akzentuierende Gestaltungselemente, als Teil einer der bemerkenswertesten Dresdner Siedlungen um 1925 und markantes architektonisches Zeugnis seiner Zeit, baugeschichtlich, künstlerisch und städtebaulich bedeutend | 09218445 |
|                                         | Wohnhaus | Hepkestraße 91 (Karte)                                                   | um 1925 (Wohnhaus)                                                                                                 | dreigeschossiger Putzbau mit Laden im sog. Backsteinexpressionismus der 1920er Jahre, Erdgeschoss mit gotisierenden Spitzbogenfenstern und -arkaden, baugeschichtlich von Bedeutung | 09217841 |
|                                         | Einzeldenkmal der Sachgesamtheit Gartenheimsiedlung Gruna: Reihenhaus (Einzeldenkmal zu ID-Nr. 09218419)                                                           | Hepkestraße 100; 102; 104; 106; 108; 110 (Karte)                         | 1924–1926 (Reihenhaus)                                                                                             | vom Bauverein Gartenheim vor allem in traditioneller Bauweise errichteter zweigeschossiger Bau mit Sandsteinsockel und Walmdach, belebt durch Klappläden, Spaliere und akzenturierende Putzfelder, Hauseingänge einheitlich mit Windfang, als Teil einer der bemerkenswertesten Dresdner Siedlungen aus der Zeit um 1920 und markantes architektonisches Zeugnis seiner Zeit, baugeschichtlich, künstlerisch und städtebaulich bedeutend | 09218446 |
|                                         | Einzeldenkmal der Sachgesamtheit Siedlung des Spar- und Bauvereins Dresden-Gruna: Doppelwohnhaus (Einzeldenkmal zu ID-Nr. 09306553)                                | Hepkestraße 112; 114 (Karte)                                             | 1924–1927 (Doppelwohnhaus)                                                                                         | vom Spar- und Bauverein vor allem in traditioneller Bauweise errichteter dreigeschossiger Bau mit steinsichtigem Sockel und auskragendem Walmdach, Teil einer der bemerkenswertesten Dresdner Siedlungen aus der Zeit um 1925 und markantes architektonisches Zeugnis seiner Zeit, baugeschichtlich, ortsgeschichtlich und städtebaulich bedeutend | 09218447 |
|                                         | Rheinische-Emulsions-Papier-Fabrik; MIMOSA; VEB Fotopapierwerk Dresden: Fabrikkomplex mit Einfriedung                                                              | Hepkestraße 115; 115a; 115b; 115c (Karte)                                | 1910–1911 (Fabrikgebäude)                                                                                          | Anlage über annähernd U-förmigem Grundriss, breitgelagerte Fassaden durch Lisenen gegliedert, akzentuierende Ornamente, im Hochparterre Blendrahmen mit kleinen Öffnungen, weitere Belebung durch Balkone, zeitweilig größte Fabrik Deutschlands für fotografische Papiere, beeindruckendes Zeugnis der Industriearchitektur aus dem ersten Viertel des 20. Jahrhunderts, industrie- und architekturgeschichtlich von Bedeutung | 09302848 |
|                                         | Einzeldenkmal der Sachgesamtheit Siedlung des Spar- und Bauvereins Dresden-Gruna: Häuserzeile (Einzeldenkmal zu ID-Nr. 09306553)                                   | Hepkestraße 116; 118; 120; 122; 124; 126 (Karte)                         | 1924–1927 (Häuserzeile)                                                                                            | vom Spar- und Bauverein vor allem in traditioneller Bauweise errichteter dreigeschossiger Bau mit steinsichtigem Sockel und auskragendem Walmdach, Teil einer der bemerkenswertesten Dresdner Siedlungen aus der Zeit um 1925 und markantes architektonisches Zeugnis seiner Zeit, baugeschichtlich, ortsgeschichtlich und städtebaulich bedeutend | 09218448 |
|                                         | Einzeldenkmal der Sachgesamtheit Siedlung des Spar- und Bauvereins Dresden-Gruna: Häuserzeile (Einzeldenkmal zu ID-Nr. 09306553)                                   | Hepkestraße 128; 130; 132; 134 (Karte)                                   | 1924–1927 (Häuserzeile)                                                                                            | vom Spar- und Bauverein vor allem in traditioneller Bauweise errichteter dreigeschossiger Bau mit steinsichtigem Sockel und auskragendem Walmdach, Faschen und Eckquaderung, Teil einer der bemerkenswertesten Dresdner Siedlungen aus der Zeit um 1925 und markantes architektonisches Zeugnis seiner Zeit, baugeschichtlich, ortsgeschichtlich und städtebaulich bedeutend | 09218449 |
| Weitere Bilder                          | Villa mit Einfriedung (Haus Dr. Geyer) | Herkulesstraße 4 (Karte)                                                 | 1934–1935 (Villa)                                                                                                  | gestalterisch markanter Wohnbau der 1930er Jahre über winkligem Grundriss, steiles Dach, Natursteinblendfassade, baugeschichtlich bedeutend | 09217840 |
|                                         | Mietshaus mit Einfriedung in offener Bebauung | Herkulesstraße 15 (Karte)                                                | um 1912 (Mietshaus)                                                                                                | historisierender Bau mit Putzfassade, Mansardwalmdach, überhöhter Mittelrisalit, Fenstergliederung durch vertikale Sprossen in den Oberlichtern, Putzornamente mit Stilmerkmalen des Neobarock, baugeschichtlich und künstlerisch von Bedeutung | 09217842 |
|                                         | Mietshaus mit Einfriedung in offener Bebauung | Herkulesstraße 19 (Karte)                                                | vor 1900 (Mietshaus)                                                                                               | herrschaftlicher Bau mit neoklassizistischer, symmetrischer Putzfassade und Seitenrisaliten, Betonung der Beletage durch Balkone auf Sandsteinkonsolen, Gurtgesims zwischen dem ersten und dritten Obergeschoss, baugeschichtlich und stadtentwicklungsgeschichtlich von Bedeutung | 09217843 |
|                                         | Mietshaus mit Einfriedung in offener Bebauung | Herkulesstraße 20 (Karte)                                                | um 1906 (Mietshaus)                                                                                                | herrschaftliches Doppelhaus dominiert von übergiebelten Risaliten, exemplarisches Beispiel für den gehobenen bürgerlichen Wohnhausbau um 1900 mit stilisierten (vereinfachten) historistischen Gestaltungselementen, hier Fachwerk und Schweifgiebel, vor allem baugeschichtlich bedeutend | 09217844 |
|                                         | Mietshaus mit Hintergebäude und Einfriedung in offener Bebauung | Herkulesstraße 21 (Karte)                                                | um 1900 (Mietshaus)                                                                                                | dreigeschossiges Mietshaus mit Klinkerfassade, Gliederung der Fassade durch Gurtgesims zwischen Erdgeschoss und erstem Obergeschoss sowie horizontale, farblich abgesetzte Klinkerbänder, Betonung der Gebäudeseiten durch Wintergärten mit dekorativen Fachwerk und Austritte in den Obergeschossen sowie Dreiecksgiebel als Bekrönung, baugeschichtlich, künstlerisch und stadtentwicklungsgeschichtlich von Bedeutung | 09217845 |
|                                         | Mietshaus mit Einfriedung in offener Bebauung | Herkulesstraße 22 (Karte)                                                | um 1906 (Mietshaus)                                                                                                | einfacher dreigeschossiger Putzbau mit Mansardwalmdach, Mittelrisalit mit Krüppelwalm und leicht auskragendem Dach, Fassade und Innenseite der Auskragung durch farbig abgesetzte Jugendstilornamentik betont, baugeschichtlich von Bedeutung | 09217846 |
|                                         | Mietshaus mit Einfriedung in offener Bebauung | Herkulesstraße 24 (Karte)                                                | bezeichnet 1902 (Mietshaus)                                                                                        | dreigeschossiger Putzbau mit auskragendem flachen Zeltdach und bemerkenswerter Fassadengestaltung mit floralen Putzornamenten, Betonung der Kanten der Seitenrisalite durch vertikalen Strukturputz im Bereich des Erdgeschosses, Unterbrechung durch Naturstein, der als dekoratives Element unterhalb, im Erdgeschoss auch oberhalb der Fenster wieder aufgenommen wird, oberer Teil der Seitenkanten glatt verputzt mit abschließenden Putzornamenten, baugeschichtlich und künstlerisch von Bedeutung | 09217847 |
|                                         | Mietshaus in geschlossener Bebauung | Heynahtsstraße 1 (Karte)                                                 | um 1905 (Mietshaus)                                                                                                | Gebäude der Reformarchitektur nach 1900, versachlicht, symmetrisch gegliederte Fassade mit Balkonachsen und Sandsteinsockel, baugeschichtlich von Bedeutung, als Teil eines Straßenzuges zeitgleich entstandener Bauten zudem stadtentwicklungsgeschichtlich von Belang | 09217848 |
|                                         | Doppelhaus (Schneebergstraße 39 und Heynahtsstraße 1a) in geschlossener Bebauung und Ecklage                                                                       | Heynahtsstraße 1a (Karte)                                                | um 1928 (Wohnhaus)                                                                                                 | fünfgeschossiger, massiver Putzbau mit Natursteinsockel, Gurtgesimsen über dem Erdgeschoss und unter dem Dachgeschoss, erkerartiger Vorbau über den jeweils mittigen Eingängen, bildet mit den gegenüberliegenden Gebäuden Heynahtsstraße 2/4 und Schneebergstraße 41 ein einheitlich gestaltetes Ensemble am Eingang der Heynahtsstraße, baugeschichtlich und städtebaulich von Bedeutung | 09218504 |
|                                         | Wohnhausgruppe in geschlossener Bebauung und Ecklage, zus. mit Heynahtsstraße 2, 4 und Schlüterstraße 1a                                                           | Heynahtsstraße 2; 4 (Karte)                                              | um 1928 (Mehrfamilienwohnhaus)                                                                                     | fünfgeschossiger, massiver Putzbau mit Natursteinsockel, Gurtgesims unter dem Dachgeschoss, erkerartiger Vorbau über den jeweils mittigen Eingängen, bildet mit den gegenüberliegenden Gebäuden Heynahtsstraße 1a und Schneebergstraße 39 ein einheitlich gestaltetes Ensemble am Eingang der Heynahtsstraße, baugeschichtlich und städtebaulich von Bedeutung | 09210049 |
|                                         | Mietshaus in geschlossener Bebauung | Heynahtsstraße 3 (Karte)                                                 | um 1915 (Mietshaus)                                                                                                | Gebäude der Reformarchitektur nach 1900, versachlicht, symmetrisch gegliederte Fassade mit seitlichen Balkonachsen und Sandsteinsockel, baugeschichtlich von Bedeutung, als Teil eines Straßenzuges zeitgleich entstandener Bauten zudem stadtentwicklungsgeschichtlich von Belang | 09217850 |
|                                         | Mietshaus in geschlossener Bebauung | Heynahtsstraße 5 (Karte)                                                 | um 1915 (Mietshaus)                                                                                                | Gebäude der Reformarchitektur nach 1900, versachlicht, symmetrisch gegliederte Fassade einschließlich übergiebeltem Mittelrisalit mit Zierrat, seitlichen Balkonachsen und Sandsteinsockel, baugeschichtlich von Bedeutung, als Teil eines Straßenzuges zeitgleich entstandener Bauten zudem stadtentwicklungsgeschichtlich von Belang | 09217851 |
|                                         | Mietshaus in geschlossener Bebauung | Heynahtsstraße 6 (Karte)                                                 | um 1915 (Mietshaus)                                                                                                | viergeschossiger historisierender Putzbau mit Natursteinsockel und großem Mittelrisalit mit Dreiecksgiebel, vertikale Betonung der Fassade durch Lisenen, baugeschichtlich von Bedeutung | 09217852 |
|                                         | Mietshaus in Ecklage und geschlossener Bebauung | Heynahtsstraße 7 (Karte)                                                 | um 1915 (Mietshaus)                                                                                                | Gebäude der Reformarchitektur nach 1900, versachlicht, symmetrisch gegliederte Fassade einschließlich Balkonachsen, Sandsteinsockel und akzentuierendem Fassadenschmuck, baugeschichtlich von Bedeutung, als Teil eines Straßenzuges zeitgleich entstandener Bauten zudem stadtentwicklungsgeschichtlich von Belang | 09217853 |
|                                         | Mietshaus in geschlossener Bebauung | Heynahtsstraße 8 (Karte)                                                 | um 1918 (Mietshaus)                                                                                                | viergeschossiger historisierender Putzbau mit Natursteinsockel und symmetrischer Fassade mit Balkonen, horizontale Betonung der Fassade durch Gurtgesims über dem Erdgeschoss und Putzmedaillons mit Stilelementen der Neorenaissance, baugeschichtlich von Bedeutung | 09217854 |
|                                         | Einzeldenkmal o. g. Sachgesamtheit: Häuserzeile (Einzeldenkmal zu ID-Nr. 09306578)                                                                                 | Heynahtsstraße 9; 11; 13; 15; 17 (Karte)                                 | | viergeschossige Häuserzeile mit Flachdach, sachlich, funktional strukturierte Fassadengestaltung in Anlehnung an die Ideen des Bauhauses, vertikale Betonung der Treppenhäuser durch vorgezogene Fassade und Fensterbänder, baugeschichtlich und stadtentwicklungsgeschichtlich von Bedeutung | 09218483 |
|                                         | Einzeldenkmal o. g. Sachgesamtheit: Häuserzeile (Einzeldenkmal zu ID-Nr. 09306578)                                                                                 | Heynahtsstraße 12; 14; 16; 18 (Karte)                                    | um 1928 (Mehrfamilienwohnhaus)                                                                                     | zus. mit Hepkestraße 42, viergeschossige Häuserzeile mit Flachdach, sachlich, funktional strukturierte Fassadengestaltung in Anlehnung an die Ideen des Bauhauses, vertikale Betonung der Treppenhäuser durch Fensterbänder, an den Stirnseiten Akzentuierung durch abgerundete Balkone im Stil der klassischen Moderne, baugeschichtlich und stadtentwicklungsgeschichtlich von Bedeutung | 09218484 |
|                                         | Einzeldenkmal der Sachgesamtheit Siedlung des Spar- und Bauvereins Dresden-Gruna: Häuserzeile (Einzeldenkmal zu ID-Nr. 09306553)                                   | Hocksteinstraße 1; 3; 5; 7; 9 (Karte)                                    | 1924–1927 (Häuserzeile)                                                                                            | vom Spar- und Bauverein vor allem in traditioneller Bauweise errichteter dreigeschossiger Bau mit Walmdach, Teil einer der bemerkenswertesten Dresdner Siedlungen aus der Zeit um 1925 und markantes architektonisches Zeugnis seiner Zeit, baugeschichtlich, ortsgeschichtlich und städtebaulich von Bedeutung | 09218491 |
|                                         | Einzeldenkmal der Sachgesamtheit Siedlung des Spar- und Bauvereins Dresden-Gruna: Häuserzeile (Einzeldenkmal zu ID-Nr. 09306553)                                   | Hocksteinstraße 2; 4; 6; 8; 10 (Karte)                                   | 1924–1927 (Häuserzeile)                                                                                            | vom Spar- und Bauverein vor allem in traditioneller Bauweise errichteter dreigeschossiger Bau mit Walmdach, Teil einer der bemerkenswertesten Dresdner Siedlungen aus der Zeit um 1925 und markantes architektonisches Zeugnis seiner Zeit, baugeschichtlich, ortsgeschichtlich und städtebaulich von Bedeutung | 09218492 |
|                                         | Wohnhausgruppe | Junghansstraße 13; 13b; 13c (Karte)                                      | 1927–1928 (Wohnhaus)                                                                                               | langgestrecktes, expressionistisches Gebäude mit eigenwilliger Bedachung, einer Mischung aus Mansard- und Walmdach, besonders qualitätvolle Häuserzeile, baugeschichtlich und künstlerisch bedeutend | 09217857 |
|                                         | Einzeldenkmal der Sachgesamtheit Gartenheimsiedlung Gruna: Häuserzeile (Einzeldenkmal zu ID-Nr. 09218419)                                                          | Junghansstraße 19; 21; 23; 25; 27; 29; 31 (Karte)                        | 1919–1922 (Häuserzeile)                                                                                            | vom Bauverein Gartenheim vor allem in traditioneller Bauweise errichteter zweigeschossiger Bau mit Sandsteinsockel und Walmdach, belebt durch Klappläden, Spaliere und Gauben, Betonung der Hauseingänge durch abgesetzte Putzfelder mit klassizistischen Zierornamenten, als Teil einer der bemerkenswertesten Dresdner Siedlungen aus der Zeit um 1920 und markantes architektonisches Zeugnis seiner Zeit, baugeschichtlich, künstlerisch und städtebaulich bedeutend | 09218450 |
|                                         | Einzeldenkmal der Sachgesamtheit Gartenheimsiedlung Gruna: Doppelwohnhaus (Einzeldenkmal zu ID-Nr. 09218419)                                                       | Junghansstraße 33; 35 (Karte)                                            | 1919–1922 (Doppelwohnhaus)                                                                                         | vom Bauverein Gartenheim vor allem in traditioneller Bauweise errichteter Bau mit steinsichtigem Sockel und Walmdach, belebt durch Klappläden und akzentuierenden Fassadenschmuck, als Teil einer der bemerkenswertesten Dresdner Siedlungen aus der Zeit um 1920 und markantes architektonisches Zeugnis seiner Zeit, baugeschichtlich, künstlerisch und städtebaulich bedeutend | 09218451 |
| Weitere Bilder                          | Einzeldenkmal der Sachgesamtheit Gartenheimsiedlung Gruna: Häuserzeile (Einzeldenkmal zu ID-Nr. 09218419)                                                          | Junghansstraße 37; 39; 41; 43; 45; 47; 49 (Karte)                        | 1919–1922 (Häuserzeile)                                                                                            | vom Bauverein Gartenheim vor allem in traditioneller Bauweise errichteter zweigeschossiger Bau mit Sandsteinsockel und Walmdach, Mittelrisalite zwischen Nummer 37, 38 sowie Nummer 47, 49, Fassade wird weiterhin durch Klappläden, Spaliere und akzentuierende Putzornamente wie Lisenen, Blendbögen, etc. belebt, als Teil einer der bemerkenswertesten Dresdner Siedlungen aus der Zeit um 1920 und markantes architektonisches Zeugnis seiner Zeit, baugeschichtlich, künstlerisch und städtebaulich bedeutend | 09218452 |
|                                         | Einzeldenkmal der Sachgesamtheit Gartenheimsiedlung Gruna: Doppelwohnhaus (Einzeldenkmal zu ID-Nr. 09218419)                                                       | Junghansstraße 51; 53 (Karte)                                            | 1920/1926 (Doppelwohnhaus)                                                                                         | vom Bauverein Gartenheim vor allem in traditioneller Bauweise errichteter Bau mit steinsichtigem Sockel und Walmdach, belebt durch Klappläden und akzentuierenden expressionistischen Fassadenschmuck, als Teil einer der bemerkenswertesten Dresdner Siedlungen aus der Zeit um 1920 und markantes architektonisches Zeugnis seiner Zeit, baugeschichtlich, künstlerisch und städtebaulich bedeutend | 09218453 |
|                                         | Einzeldenkmal der Sachgesamtheit Gartenheimsiedlung Gruna: Doppelwohnhaus (Einzeldenkmal zu ID-Nr. 09218419)                                                       | Junghansstraße 55; 57 (Karte)                                            | 1924–1926 (Doppelwohnhaus)                                                                                         | vom Bauverein Gartenheim vor allem in traditioneller Bauweise errichteter zweigeschossiger Bau mit Sandsteinsockel und Walmdach, belebt durch Klappläden, mittigen Schleppgauben an Vorder- und Rückseite des Gebäudes und Sgraffitoornamenten im Bereich der Treppenhäuser, Hauseingänge mit Korbbogenportal plastisch in der Fassade zurückgesetzt, als Teil einer der bemerkenswertesten Dresdner Siedlungen aus der Zeit um 1920 und markantes architektonisches Zeugnis seiner Zeit, baugeschichtlich, künstlerisch und städtebaulich bedeutend | 09218454 |
|                                         | Einzeldenkmal der Sachgesamtheit Gartenheimsiedlung Gruna: Häuserzeile (Einzeldenkmal zu ID-Nr. 09218419)                                                          | Junghansstraße 59; 61; 63 (Karte)                                        | 1924–1926 (Häuserzeile)                                                                                            | vom Bauverein Gartenheim vor allem in traditioneller Bauweise errichteter zweigeschossiger Bau mit Sandsteinsockel und Walmdach, belebt durch Klappläden, Schleppgaube im mittleren Teil des Gebäudes (Nummer 61) und akzentuierende plastisch hervorgehobene Putzornamente im Bereich der Treppenhäuser, als Teil einer der bemerkenswertesten Dresdner Siedlungen aus der Zeit um 1920 und markantes architektonisches Zeugnis seiner Zeit, baugeschichtlich, künstlerisch und städtebaulich bedeutend | 09218455 |
|                                         | Einzeldenkmal der Sachgesamtheit Gartenheimsiedlung Gruna: Doppelwohnhaus mit Eckmauer (Am Grüngürtel 14 und Junghansstraße 65) (Einzeldenkmal zu ID-Nr. 09218419) | Junghansstraße 65 (Karte)                                                | 1924–1926 (Doppelwohnhaus)                                                                                         | vom Bauverein Gartenheim vor allem in traditioneller Bauweise errichtet, mit Steinsockel, Walmdach und Ecktürme, belebt durch Klappläden und akzentuierende expressionistische Gestaltungselemente, beidseitig Schleppgaupen, als Teil einer der bemerkenswertesten Dresdner Siedlungen um 1925 und markantes architektonisches Zeugnis seiner Zeit, baugeschichtlich, künstlerisch und städtebaulich bedeutend | 09218409 |
| Weitere Bilder                          | Einzeldenkmal der Sachgesamtheit Großer Garten: ehemaliger Lustgarten, heute Parkanlage einschließlich der angrenzenden Promenaden und Alleen (ID-Nr. 09214104)    | Karcherallee (Karte)                                                     | 1676–1679 (Jagdgarten/Jagdpark), 1715–1720 (Umgestaltung und Erweiterung), 1900 (Stübelallee), 1911 (Karcherallee) | ursprünglich barocke, mehrfach umgestaltete Gartenanlage einschließlich Lennéstraße, Stübelallee, Karcherallee, Tiergartenstraße und Lennéplatz in Teilen, mit Palais, Kavaliershäusern, den Fundamenten des Kavaliershauses E unter einem Sandplatz, der Sockelzone des Kavaliershauses H von Promenade mit Pergola überbaut, Theatern, Freilichtbühne, Nabeshima-Haus, Brücken, Brunnen, Skulpturen, Vasen, weiteren Gartenarchitekturen, See, Bassin und Teichen (Carolasee, Neuer Teich, Palaisteich usw.), Kanal, Parterres, Wiesen, Gärten (u. a. botanischer), Baumbestand, Bepflanzung (siehe auch Hauptallee 4b, 5, 6, 7, 8, 10, 12, Herkulesallee 1, Karcherallee 8, 10, Stübelallee 2 usw.), außerdem westliche Verlängerung der Herkulesallee, Bodenintarsie »Engel der Kulturen« ist nicht Teil des Kulturdenkmales, als eine der bedeutetensten sächsischen Parkanlagen Sachsens von besonderer gartenhistorischer und gartenkünstlerischer Bedeutung | 09306817 |
| Weitere Bilder                          | Mietshaus mit Einfriedung und Tor in offener Bebauung | Karcherallee 3 (Karte)                                                   | um 1912 (Mietshaus)                                                                                                | historisierender Bau um 1900 mit Putzfassade und Natursteinsockel, Mansardwalmdach, überhöhter Mittelrisalit mit asymmetrischem Erker, Fenster mit Natursteineinfassung, Relief als Schmuckelement im 1. Obergeschoss an südlicher Fassade, baugeschichtlich und städtebaulich von Bedeutung | 09217858 |
| Weitere Bilder                          | Mietshaus mit Einfriedung in offener Bebauung und Ecklage | Karcherallee 5 (Karte)                                                   | um 1914 (Mietshaus)                                                                                                | historisierender Putzbau, Walmdach und Sandsteinsockel, vertikale Betonung des Seitenrisalits, Loggien in unterschiedlicher geometrischer Ausformung, Fassade zur Stübelallee zusätzlich durch überdachten Erker als städtebauliche Akzentuierung betont, baugeschichtlich und städtebaulich von Bedeutung | 09217859 |
|                                         | Villa mit Einfriedung und Garage | Karcherallee 15 (Karte)                                                  | 1920er Jahre (Villa)                                                                                               | zweigeschossige Villa mit Mansardwalmdach, heller Putzfassade und farblich abgesetztem Sockel in klassischen Stil der Moderne, halbrunder Anbau im Garten sowie separate Garage im Hof, reichhaltige Art déco Ausstattung im Inneren, baugeschichtlich, kunstgeschichtlich und stadtentwicklungsgeschichtlich von Bedeutung | 09217860 |
|                                         | Villa mit Garagenanbau, Tordurchfahrt, rückwärtigem Pavillon, Gartengestaltung und Einfriedung                                                                     | Karcherallee 17 (Karte)                                                  | 1918–1919 (Villa)                                                                                                  | charakteristischer versachlichter Wohnbau aus dem ersten Viertel des 20. Jahrhunderts mit hohem markantem Dach, wenigen akzentuierenden Gliederungs- und Schmuckelementen, dabei anspruchsvoll gestaltet, im Innern noch ein Großteil des Interieurs aus der Entstehungszeit, zeittypischer architektonischer Garten mit Sonnenuhr, Brunnenbecken und Brunnenfigur sowie Pavillon, Anwesen entstand in gewisser Weise als Fortsetzung des städtebaulich interessanten Villenviertels »Pikardie« am Großen Garten, Anwesen baugeschichtlich und stadtentwicklungsgeschichtlich sowie künstlerisch bedeutend | 09217861 |
|                                         | Villa mit Einfriedung | Karcherallee 19 (Karte)                                                  | um 1920 (Villa) | Beispiel für die Reformarchitektur nach 1900, klar aufgebautes Gebäude mit wenigem, akzentuierendem Fassadenschmuck, Teil einer geschlossen erhaltenen Reihe von freistehenden Wohnbauten ihrer Zeit, vor allem baugeschichtlich bedeutend | 09217862 |
| Weitere Bilder                          | Villa mit Einfriedung | Karcherallee 21 (Karte)                                                  | um 1910 (Villa) | um 1910 errichteter Bau zwischen Neoklassizismus und Reformstil, auffällige Lisenengliederung im Erdgeschoss, darüber Dachgaupen mit Dreiecksgiebeln und Plattenfriesen, vor allem baugeschichtlich bedeutend | 09217863 |
|                                         | Villa mit Einfriedung | Karcherallee 23 (Karte)                                                  | um 1910 (Villa) | zweigeschossige Villa über quadratischem Grundriss mit weit auskragendem Spitzdach, zurückhaltender Fassadenschmuck mit Art déco Stilelementen, Fensterläden und -sprossen im Erdgeschoss als Gestaltungsmittel, baugeschichtlich und städtebaulich von Bedeutung | 09217864 |
|                                         | Villa mit Einfriedung | Karcherallee 25 (Karte)                                                  | um 1908 (Villa) | dreigeschossige Villa mit hohem Krüppelwalmdach und Strukturputzfassade, zurückhaltende Gestaltung, Natursteinfaschen mit expressionistischen Stilelementen, baugeschichtlich von Bedeutung Architekt Otto Schmidt; Nebengebäude im hinteren Grundstücksteil verloren | 09217865 |
|                                         | Einzeldenkmal der Sachgesamtheit Gartenheimsiedlung Gruna: Reihenhaus (Einzeldenkmal zu ID-Nr. 09218419)                                                           | Kleinhausweg 1; 3; 5; 7; 9; 11; 13; 15 (Karte)                           | 1924–1926 (Reihenhaus)                                                                                             | vom Bauverein Gartenheim vor allem in traditioneller Bauweise errichtet, mit Steinsockel und Walmdach, belebt durch Klappläden und akzentuierende Gestaltungselemente, als Teil einer der bemerkenswertesten Dresdner Siedlungen um 1925 und markantes architektonisches Zeugnis seiner Zeit, baugeschichtlich, künstlerisch und städtebaulich bedeutend | 09218457 |
|                                         | Einzeldenkmal der Sachgesamtheit Gartenheimsiedlung Gruna: Reihenhaus (Einzeldenkmal zu ID-Nr. 09218419)                                                           | Kleinhausweg 2; 4; 6; 8 (Karte)                                          | 1924–1926 (Reihenhaus)                                                                                             | vom Bauverein Gartenheim vor allem in traditioneller Bauweise errichtet, mit Steinsockel und Walmdach, belebt durch Klappläden und akzentuierende Gestaltungselemente, als Teil einer der bemerkenswertesten Dresdner Siedlungen um 1925 und markantes architektonisches Zeugnis seiner Zeit, baugeschichtlich, künstlerisch und städtebaulich bedeutend | 09218461 |
|                                         | Einzeldenkmal der Sachgesamtheit Gartenheimsiedlung Gruna: Reihenhaus (Einzeldenkmal zu ID-Nr. 09218419)                                                           | Kleinhausweg 10; 12; 14; 16; 18; 20 (Karte)                              | 1924–1926 (Reihenhaus)                                                                                             | vom Bauverein Gartenheim vor allem in traditioneller Bauweise errichtet, mit Steinsockel und Walmdach, belebt durch Klappläden und akzentuierende Gestaltungselemente, als Teil einer der bemerkenswertesten Dresdner Siedlungen um 1925 und markantes architektonisches Zeugnis seiner Zeit, baugeschichtlich, künstlerisch und städtebaulich bedeutend | 09218462 |
|                                         | Einzeldenkmal der Sachgesamtheit Gartenheimsiedlung Gruna: Reihenhaus (Einzeldenkmal zu ID-Nr. 09218419)                                                           | Kleinhausweg 17; 19; 21; 23 (Karte)                                      | 1924–1926 (Reihenhaus)                                                                                             | vom Bauverein Gartenheim vor allem in traditioneller Bauweise errichtet, mit Steinsockel und Walmdach, belebt durch Klappläden und akzentuierende Gestaltungselemente, als Teil einer der bemerkenswertesten Dresdner Siedlungen um 1925 und markantes architektonisches Zeugnis seiner Zeit, baugeschichtlich, künstlerisch und städtebaulich bedeutend | 09218458 |
|                                         | Einzeldenkmal der Sachgesamtheit Gartenheimsiedlung Gruna: Reihenhaus (Einzeldenkmal zu ID-Nr. 09218419)                                                           | Kleinhausweg 22; 24; 26; 28 (Karte)                                      | 1924–1926 (Reihenhaus)                                                                                             | vom Bauverein Gartenheim vor allem in traditioneller Bauweise errichtet, mit Steinsockel und Walmdach, belebt durch Klappläden und akzentuierende Gestaltungselemente, als Teil einer der bemerkenswertesten Dresdner Siedlungen um 1925 und markantes architektonisches Zeugnis seiner Zeit, baugeschichtlich, künstlerisch und städtebaulich bedeutend | 09218463 |
|                                         | Einzeldenkmal der Sachgesamtheit Gartenheimsiedlung Gruna: Reihenhaus (Einzeldenkmal zu ID-Nr. 09218419)                                                           | Kleinhausweg 25; 27; 29; 31; 33; 35; 37; 39 (Karte)                      | 1924–1926 (Reihenhaus)                                                                                             | vom Bauverein Gartenheim vor allem in traditioneller Bauweise errichtet, mit Steinsockel und Walmdach, belebt durch Klappläden und akzentuierende Gestaltungselemente, als Teil einer der bemerkenswertesten Dresdner Siedlungen um 1925 und markantes architektonisches Zeugnis seiner Zeit, baugeschichtlich, künstlerisch und städtebaulich bedeutend | 09218459 |
|                                         | Einzeldenkmal der Sachgesamtheit Gartenheimsiedlung Gruna: Reihenhaus (Einzeldenkmal zu ID-Nr. 09218419)                                                           | Kleinhausweg 30; 32; 34; 36; 38; 40 (Karte)                              | 1920/1926 (Reihenhaus)                                                                                             | vom Bauverein Gartenheim vor allem in traditioneller Bauweise errichtet, mit Steinsockel und Walmdach, belebt durch Klappläden und akzentuierende Gestaltungselemente, als Teil einer der bemerkenswertesten Dresdner Siedlungen um 1925 und markantes architektonisches Zeugnis seiner Zeit, baugeschichtlich, künstlerisch und städtebaulich bedeutend | 09218464 |
|                                         | Einzeldenkmal der Sachgesamtheit Gartenheimsiedlung Gruna: Reihenhaus (Einzeldenkmal zu ID-Nr. 09218419)                                                           | Kleinhausweg 41; 43; 45; 47 (Karte)                                      | 1924–1926 (Reihenhaus)                                                                                             | vom Bauverein Gartenheim vor allem in traditioneller Bauweise errichtet, mit Steinsockel und Walmdach, belebt durch Klappläden und akzentuierende Gestaltungselemente, als Teil einer der bemerkenswertesten Dresdner Siedlungen um 1925 und markantes architektonisches Zeugnis seiner Zeit, baugeschichtlich, künstlerisch und städtebaulich bedeutend | 09218460 |
|                                         | Einzeldenkmal der Sachgesamtheit Gartenheimsiedlung Gruna: Reihenhaus (Einzeldenkmal zu ID-Nr. 09218419)                                                           | Kurzer Schritt 1; 3; 5; 7; 9; 11; 13; 15; 17; 19; 21; 23; 25; 27 (Karte) | 1924–1926 (Reihenhaus)                                                                                             | vom Bauverein Gartenheim vor allem in traditioneller Bauweise errichtet, mit Steinsockel und Walmdach, belebt durch Klappläden und akzentuierende Gestaltungselemente, als Teil einer der bemerkenswertesten Dresdner Siedlungen um 1925 und markantes architektonisches Zeugnis seiner Zeit, baugeschichtlich, künstlerisch und städtebaulich bedeutend | 09218465 |
| Weitere Bilder                          | Einzeldenkmal der Sachgesamtheit Gartenheimsiedlung Gruna: Doppelwohnhaus (Einzeldenkmal zu ID-Nr. 09218419)                                                       | Lange Zeile 1; 3 (Karte)                                                 | 1924–1926 (Doppelwohnhaus)                                                                                         | vom Bauverein Gartenheim vor allem in traditioneller Bauweise errichtet, mit Steinsockel, Walmdach und Giebelgaupen, belebt durch Klappläden und akzentuierende Gestaltungselemente, als Teil einer der bemerkenswertesten Dresdner Siedlungen um 1925 und markantes architektonisches Zeugnis seiner Zeit, baugeschichtlich, künstlerisch und städtebaulich bedeutend | 09218466 |
| Weitere Bilder                          | Einzeldenkmal der Sachgesamtheit Gartenheimsiedlung Gruna: Häuserzeile (Einzeldenkmal zu ID-Nr. 09218419)                                                          | Lange Zeile 2; 4; 6 (Karte)                                              | 1919–1922 (Häuserzeile)                                                                                            | vom Bauverein Gartenheim vor allem in traditioneller Bauweise errichtet, mit Steinsockel und Walmdach, belebt durch Klappläden und akzentuierende Gestaltungselemente, auffällig auch die Fledermausgaupen, als Teil einer der bemerkenswertesten Dresdner Siedlungen um 1925 und markantes architektonisches Zeugnis seiner Zeit, baugeschichtlich, künstlerisch und städtebaulich bedeutend (verbunden mit Nummer 12–16 durch Neubau Nummer 8, 10) | 09218469 |
| Weitere Bilder                          | Einzeldenkmal der Sachgesamtheit Gartenheimsiedlung Gruna: Häuserzeile (Einzeldenkmal zu ID-Nr. 09218419)                                                          | Lange Zeile 5; 7; 9; 11; 13 (Karte)                                      | 1924–1926 (Häuserzeile)                                                                                            | vom Bauverein Gartenheim vor allem in traditioneller Bauweise errichtet, mit Steinsockel und Walmdach, Mittelteil zurückgesetzt, seitliche Ecktürme, Fronten belebt durch Klappläden und akzentuierende Gestaltungselemente in expressionistischen Formen, als Teil einer der bemerkenswertesten Dresdner Siedlungen um 1925 und markantes architektonisches Zeugnis seiner Zeit, baugeschichtlich, künstlerisch und städtebaulich bedeutend | 09218467 |
| Weitere Bilder                          | Einzeldenkmal der Sachgesamtheit Gartenheimsiedlung Gruna: Häuserzeile (Einzeldenkmal zu ID-Nr. 09218419)                                                          | Lange Zeile 12; 14; 16 (Karte)                                           | 1919–1922 (Häuserzeile)                                                                                            | vom Bauverein Gartenheim vor allem in traditioneller Bauweise errichtet, mit Steinsockel und Walmdach, belebt durch Klappläden und akzentuierende Gestaltungselemente, auffällig auch die Fledermausgaupen, als Teil einer der bemerkenswertesten Dresdner Siedlungen um 1925 und markantes architektonisches Zeugnis seiner Zeit, baugeschichtlich, künstlerisch und städtebaulich bedeutend (verbunden mit Nummer 2-6 durch Neubau Nummer 8, 10) | 09218470 |
|                                         | Einzeldenkmal der Sachgesamtheit Gartenheimsiedlung Gruna: Doppelwohnhaus (Einzeldenkmal zu ID-Nr. 09218419)                                                       | Lange Zeile 15; 17 (Karte)                                               | 1924–1926 (Doppelwohnhaus)                                                                                         | vom Bauverein Gartenheim vor allem in traditioneller Bauweise errichtet, mit Steinsockel und Walmdach, belebt durch Klappläden und akzentuierende Gestaltungselemente in expressionistischen Formen, als Teil einer der bemerkenswertesten Dresdner Siedlungen um 1925 und markantes architektonisches Zeugnis seiner Zeit, baugeschichtlich, künstlerisch und städtebaulich bedeutend | 09218468 |
|                                         | Einzeldenkmal der Sachgesamtheit Siedlung des Spar- und Bauvereins Dresden-Gruna: Wohnhaus (Einzeldenkmal zu ID-Nr. 09306553)                                      | Liebethaler Weg 1 (Karte)                                                | 1924–1927 (Wohnhaus)                                                                                               | vom Spar- und Bauverein vor allem in traditioneller Bauweise errichteter zweigeschossiger Bau mit steinsichtigem Sockel und Mansardwalmdach, Teil einer der bemerkenswertesten Dresdner Siedlungen aus der Zeit um 1925 und markantes architektonisches Zeugnis seiner Zeit, baugeschichtlich, künstlerisch und städtebaulich bedeutend | 09218493 |
| Weitere Bilder                          | Einzeldenkmal der Sachgesamtheit Gartenheimsiedlung Gruna: Häuserzeile (Einzeldenkmal zu ID-Nr. 09218419)                                                          | Postgang 2; 4; 6 (Karte)                                                 | 1919–1922 (Häuserzeile)                                                                                            | vom Bauverein Gartenheim vor allem in traditioneller Bauweise errichtet, mit Steinsockel, Walmdach und Giebelgaupen, belebt durch Klappläden und akzentuierende Gestaltungselemente, als Teil einer der bemerkenswertesten Dresdner Siedlungen um 1925 und markantes architektonisches Zeugnis seiner Zeit, baugeschichtlich, künstlerisch und städtebaulich bedeutend | 09218471 |
|                                         | Mietshaus in halboffener Bebauung | Rothermundtstraße 1b (Karte)                                             | nach 1900 (Mietshaus)                                                                                              | markanter Bau mit historisierender Klinker-Sandstein-Fassade, Erdgeschoss in Natursteinfassung, ehem. Ladeneinbau, baugeschichtlich und stadtentwicklungsgeschichtlich bedeutend | 09217867 |
|                                         | Mietshaus mit Einfriedung in Ecklage und offener Bebauung | Rothermundtstraße 18 (Karte)                                             | um 1900 (Mietshaus)                                                                                                | historisierender Bau mit Putzfassade, horizontale Betonung des Erdgeschosses durch Gurtgesimse sowie Stilelementen der Neorenaissance, Eckerker als städtebauliche Akzentuierung, baugeschichtlich und städtebaulich von Bedeutung | 09217866 |
|                                         | Mietshaus in geschlossener Bebauung | Schlüterstraße 1 (Karte)                                                 | um 1918 (Mietshaus)                                                                                                | viergeschossiger historisierender Putzbau mit symmetrischer Fassade, Mittelrisalit mit Dreiecksgiebel und seitlichen Balkonen, baugeschichtlich von Bedeutung | 09217868 |
|                                         | Wohnhausgruppe in geschlossener Bebauung und Ecklage, zus. mit Heynahtsstraße 2, 4 und Schlüterstraße 1a                                                           | Schlüterstraße 1a (Karte)                                                | um 1928 (Mehrfamilienwohnhaus)                                                                                     | fünfgeschossiger, massiver Putzbau mit Natursteinsockel, Gurtgesims unter dem Dachgeschoss, erkerartiger Vorbau über den jeweils mittigen Eingängen, bildet mit den gegenüberliegenden Gebäuden Heynahtsstraße 1a und Schneebergstraße 39 ein einheitlich gestaltetes Ensemble am Eingang der Heynahtsstraße, baugeschichtlich und städtebaulich von Bedeutung | 09210049 |
|                                         | Mietshaus in Ecklage und offener Bebauung | Schlüterstraße 19 (Karte)                                                | um 1910 (Mietshaus)                                                                                                | viergeschossiger Putzbau mit Walmdach und Natursteinsockel, fünfachsige Risalite mit Giebel und Fachwerk im Dachgeschoss sowie abgestufte Erker als Betonung der Straßenseiten, baugeschichtlich und städtebaulich von Bedeutung | 09217869 |
|                                         | Mietshaus in Ecklage und offener Bebauung | Schlüterstraße 25 (Karte)                                                | 1906 (Mietshaus)                                                                                                   | viergeschossiger, durch Eckturm mit drei Dreiecksgiebeln zur Kreuzung Schlüterstraße/Eibenstocker Straße ausgerichteter Putzbau mit Gurtgesimsen über dem Erdgeschoss und über dem dritten Obergeschoss, Fassade durch Strukturputzlisenen sowie ornamentale Putzreliefe im Jugendstil gestaltet, baugeschichtlich, künstlerisch und städtebaulich von Bedeutung | 09217871 |
|                                         | Mietshaus in geschlossener Bebauung | Schneebergstraße 27 (Karte)                                              | um 1910 (Mietshaus)                                                                                                | viergeschossiger historisierender Bau mit Ladeneinbau, komplette Fassade mit Natursteinverblendung und symmetrischem Aufbau mit Balkonen, baugeschichtlich von Bedeutung | 09217872 |
|                                         | Mietshaus in geschlossener Bebauung | Schneebergstraße 29 (Karte)                                              | um 1905 (Mietshaus)                                                                                                | viergeschossiger historisierender Bau mit Natursteinsockel und Klinkerblendfassade, symmetrische Anordnung der Fenster und Balkone, Fenster mit profilierten Natursteinfaschen und ornamentalen Reliefen über dem 3. Obergeschoss, baugeschichtlich von Bedeutung | 09217873 |
|                                         | Mietshaus in geschlossener Bebauung | Schneebergstraße 31 (Karte)                                              | um 1911 (Mietshaus)                                                                                                | viergeschossiger historisierender Putzbau mit Natursteinverblendung im Erdgeschoss, gestalterisches Ensemble mit Nummer 33, Fassaden annähernd symmetrisch aufgebaut, besonderer Akzent ist der große Schlussstein als Fraukopf über dem als Korbbogen ausgeführten Eingangsbereich, baugeschichtlich von Bedeutung | 09217874 |
|                                         | Mietshaus in geschlossener Bebauung | Schneebergstraße 33 (Karte)                                              | um 1911 (Mietshaus)                                                                                                | viergeschossiger historisierender Putzbau mit Natursteinverblendung im Erdgeschoss, gestalterisches Ensemble mit Nummer 31, Fassaden annähernd symmetrisch aufgebaut, besonderer Akzent ist der große Schlussstein als Fabelwesen über dem als Segmentbogen ausgeführten Eingangsbereich, baugeschichtlich von Bedeutung | 09217870 |
|                                         | Doppelmietshaus mit Vorgarten und Einfriedung in geschlossener Bebauung                                                                                            | Schneebergstraße 35; 37 (Karte)                                          | um 1910 (Doppelmietshaus)                                                                                          | U-förmige repräsentative Anlage aus viergeschossigen Putzbau und den Vorgarten umfassenden Seitenflügeln mit geschwungenen Giebel (Nummer 35) und vorgesetztem Fachwerkgiebel (Nummer 37) sowie einander zugewandten Eckerkern, baugeschichtlich, künstlerisch und stadtentwicklungsgeschichtlich von Bedeutung | 09217875 |
|                                         | Doppelhaus (Schneebergstraße 39 und Heynahtsstraße 1a) in geschlossener Bebauung und Ecklage                                                                       | Schneebergstraße 39 (Karte)                                              | um 1928 (Wohnhaus)                                                                                                 | fünfgeschossiger, massiver Putzbau mit Natursteinsockel, Gurtgesimsen über dem Erdgeschoss und unter dem Dachgeschoss, erkerartiger Vorbau über den jeweils mittigen Eingängen, bildet mit den gegenüberliegenden Gebäuden Heynahtsstraße 2/4 und Schneebergstraße 41 ein einheitlich gestaltetes Ensemble am Eingang der Heynahtsstraße, baugeschichtlich und städtebaulich von Bedeutung | 09218504 |
|                                         | Wohnhausgruppe in geschlossener Bebauung und Ecklage, zus. mit Heynahtsstraße 2, 4 und Schlüterstraße 1a                                                           | Schneebergstraße 41 (Karte)                                              | um 1928 (Mehrfamilienwohnhaus)                                                                                     | fünfgeschossiger, massiver Putzbau mit Natursteinsockel, Gurtgesims unter dem Dachgeschoss, erkerartiger Vorbau über den jeweils mittigen Eingängen, bildet mit den gegenüberliegenden Gebäuden Heynahtsstraße 1a und Schneebergstraße 39 ein einheitlich gestaltetes Ensemble am Eingang der Heynahtsstraße, baugeschichtlich und städtebaulich von Bedeutung | 09210049 |
|                                         | Einzeldenkmal o. g. Sachgesamtheit: Häuserzeile (Einzeldenkmal zu ID-Nr. 09306578)                                                                                 | Schrammsteinstraße 1 (Karte)                                             | 1925–1928 (Mehrfamilienwohnhaus)                                                                                   | zus. mit Schrammsteinstraße 1, viergeschossige Häuserzeile mit Flachdach, sachlich, funktional strukturierte Fassadengestaltung in Anlehnung an die Ideen des Bauhauses, baugeschichtlich und stadtentwicklungsgeschichtlich von Bedeutung | 09218420 |
|                                         | Einzeldenkmal o. g. Sachgesamtheit: Häuserzeile (Einzeldenkmal zu ID-Nr. 09306578)                                                                                 | Schrammsteinstraße 3; 5; 7 (Karte)                                       | um 1928 (Mehrfamilienwohnhaus)                                                                                     | viergeschossige Häuserzeile mit Flachdach, sachlich, funktional strukturierte Fassadengestaltung in Anlehnung an die Ideen des Bauhauses, vertikale Betonung der Treppenhäuser durch Fensterbänder, baugeschichtlich und stadtentwicklungsgeschichtlich von Bedeutung | 09218486 |
| Direkt Bild zu diesem Denkmal hochladen | Mietshaus in geschlossener Bebauung | Schrammsteinstraße 8 (Karte)                                             | 1913 | 1913 im Sinne Reformarchitektur errichtet, mit der ab 1953 erfolgten Sanierung und der damit verbundenen Umgestaltung charakteristisches Beispiel des Wiederaufbaus nach dem Zweiten Weltkrieg, baugeschichtlich bedeutend | 09307460 |
|                                         | Einzeldenkmal o. g. Sachgesamtheit: Häuserzeile (Einzeldenkmal zu ID-Nr. 09306578)                                                                                 | Schrammsteinstraße 9; 11; 13 (Karte)                                     | um 1928 (Mehrfamilienwohnhaus)                                                                                     | viergeschossige Häuserzeile mit Flachdach, sachlich, funktional strukturierte Fassadengestaltung in Anlehnung an die Ideen des Bauhauses, vertikale Betonung der Treppenhäuser durch Fensterbänder, baugeschichtlich und stadtentwicklungsgeschichtlich von Bedeutung | 09218487 |
|                                         | Mietshaus in geschlossener Bebauung | Schrammsteinstraße 10 (Karte)                                            | um 1915 (Mietshaus)                                                                                                | viergeschossiger historisierender Putzbau mit Natursteinverblendung im Erdgeschoss und symmetrischer Fassade mit Balkonen, baugeschichtlich von Bedeutung | 09217876 |
|                                         | Mietshaus in geschlossener Bebauung | Schrammsteinstraße 12 (Karte)                                            | um 1905 (Mietshaus)                                                                                                | viergeschossiger historisierender Putzbau mit Natursteinsockel und fünfachsiger symmetrischer Fassade und Betonung der Mittelachse, baugeschichtlich von Bedeutung | 09217877 |
|                                         | Einzeldenkmal o. g. Sachgesamtheit: Häuserzeile (Einzeldenkmal zu ID-Nr. 09306578)                                                                                 | Schrammsteinstraße 13b; 13c; 13d (Karte)                                 | um 1928 (Mehrfamilienwohnhaus)                                                                                     | viergeschossige Häuserzeile mit Flachdach, sachlich, funktional strukturierte Fassadengestaltung in Anlehnung an die Ideen des Bauhauses, baugeschichtlich und stadtentwicklungsgeschichtlich von Bedeutung | 09218488 |
|                                         | Doppelwohnhaus in offener Bebauung | Tetschener Straße 6; 8 (Karte)                                           | um 1925 (Doppelwohnhaus)                                                                                           | in traditioneller Bauweise errichteter Bau mit steinsichtigem Sockel und Walmdach, belebt durch Klappläden, Eckquaderungen, Fensterbekrönungen, Gurtgesims und florale Schmuckelemente unter den Fenstern im Erdgeschoss, baugeschichtlich und künstlerisch bedeutend | 09217878 |
|                                         | Wohnhausgruppe in offener Bebauung | Tetschener Straße 18; 20; 22; 24 (Karte)                                 | um 1914 (Wohnhaus)                                                                                                 | kompakter, symmetrisch gegliederter Baukörper mit Mansardwalmdach, Belebung der Fassade durch halbrunde Erker, farblich und durch Strukturputz abgesetzte Hauskanten, Sohlbänke sowie Rundgiebel und unterschiedliche Fensterformen und florale Natursteinornamente an den Türrahmen, baugeschichtlich, künstlerisch und stadtentwicklungsgeschichtlich von Bedeutung | 09217879 |
|                                         | Einzeldenkmal der Sachgesamtheit Siedlung des Spar- und Bauvereins Dresden-Gruna: Wohnhaus (Einzeldenkmal zu ID-Nr. 09306553)                                      | Uttewalder Straße 6 (Karte)                                              | 1924–1927 (Mehrfamilienwohnhaus)                                                                                   | vom Spar- und Bauverein vor allem in traditioneller Bauweise errichteter dreigeschossiger Bau mit steinsichtigem Sockel und Walmdach, Faschen sowie leicht spitz hervorgezogenes Treppenhaus als besonderes Gestaltungsmerkmal, Teil einer der bemerkenswertesten Dresdner Siedlungen aus der Zeit um 1925 und markantes architektonisches Zeugnis seiner Zeit, baugeschichtlich, ortsgeschichtlich und städtebaulich von Bedeutung | 09218496 |
|                                         | Einzeldenkmal der Sachgesamtheit Siedlung des Spar- und Bauvereins Dresden-Gruna: Häuserzeile (Einzeldenkmal zu ID-Nr. 09306553)                                   | Uttewalder Straße 15; 17; 19 (Karte)                                     | 1924–1927 (Häuserzeile)                                                                                            | vom Spar- und Bauverein vor allem in traditioneller Bauweise errichteter zweigeschossiger Bau mit steinsichtigem Sockel und Mansardwalmdach, Eingangsbereiche durch Putzreliefe akzentuiert, Teil einer der bemerkenswertesten Dresdner Siedlungen aus der Zeit um 1925 und markantes architektonisches Zeugnis seiner Zeit, baugeschichtlich, künstlerisch und städtebaulich bedeutend | 09210565 |
|                                         | Einzeldenkmal o. g. Sachgesamtheit: Häuserzeile (Einzeldenkmal zu ID-Nr. 09306578)                                                                                 | Vollsackstraße 1; 3; 5; 7 (Karte)                                        | um 1928 (Mehrfamilienwohnhaus)                                                                                     | viergeschossige Häuserzeile mit Flachdach, sachlich, funktional strukturierte Fassadengestaltung in Anlehnung an die Ideen des Bauhauses, vertikale Betonung der Treppenhäuser durch Fensterbänder, baugeschichtlich und stadtentwicklungsgeschichtlich von Bedeutung | 09218489 |
|                                         | Einzeldenkmal o. g. Sachgesamtheit: Häuserzeile (Einzeldenkmal zu ID-Nr. 09306578)                                                                                 | Vollsackstraße 2; 4; 6; 8 (Karte)                                        | um 1928 (Mehrfamilienwohnhaus)                                                                                     | viergeschossige Häuserzeile mit Flachdach, sachlich, funktional strukturierte Fassadengestaltung in Anlehnung an die Ideen des Bauhauses, vertikale Betonung der Treppenhäuser durch Fensterbänder, baugeschichtlich und stadtentwicklungsgeschichtlich von Bedeutung | 09218490 |
|                                         | Villa mit Villengarten und Einfriedung | Winterbergstraße 3 (Karte)                                               | um 1900 (Villa) | markantes, herrschaftliches Gebäude mit Putzfassade, großem halbrunden Wintergarten und geschwungener Freitreppe zum Garten (Gartendenkmal), rückwärtiger Turm mit Zahnfries und Gurtgesims als Pendant zur vertikalen Betonung der langgestreckten Fenster mit kleinteiliger Sprossengliederung, baugeschichtlich und künstlerisch von Bedeutung | 09217880 |
|                                         | Mietshaus in Ecklage und offener Bebauung mit Einfriedung | Winterbergstraße 15 (Karte)                                              | nach 1900 (Mietshaus)                                                                                              | historisierender Bau mit Putzfassade, Reformstil-Architektur, Mittelrisalit und turmartige Überhöhung an der Straßenseite, mit Art-déco-Stilelementen in Korbbogenfeldern über den Fenstern im Erdgeschoss sowie etwas minimiert im Obergeschoss, Einfriedung als schmiedeeiserner Zaun greift in Gestaltung die Brüstung der Balkone im Erdgeschoss des Gebäudes auf, an der Ecke als Natursteinmauer ausgeführt, baugeschichtlich, künstlerisch und städtebaulich von Bedeutung | 09217881 |
|                                         | Doppelmietshaus mit Einfriedung in offener Bebauung | Winterbergstraße 17; 19 (Karte)                                          | nach 1900 (Doppelmietshaus)                                                                                        | dreigeschossiger, symmetrischer Putzbau mit Mansarddach in historisierender Formensprache, Seitenrisalite zur Akzentuierung der Straßenseite und an beiden Fronten Turmanbauten mit vorgelagerten Eingangsbereichen, große, natursteingefasste Fenster, in zentralen Bereichen auch geschwungen, baugeschichtlich und stadtentwicklungsgeschichtlich von Bedeutung | 09217882 |
|                                         | Mietshaus mit Einfriedung in Ecklage und offener Bebauung | Winterbergstraße 21 (Karte)                                              | nach 1900 (Mietshaus)                                                                                              | herrschaftlicher dreigeschossiger Putzbau mit Natursteinsockel und Mansarddach, Eckerker und Mittelrisalite zur städtebaulichen Akzentuierung der Straßenfronten, Fenster mit Natursteinfaschen, aufgelockerte Fassadengestaltung mittels Loggien und Fachwerkornamentik im Dachgeschoss, baugeschichtlich und städtebaulich von Bedeutung | 09217883 |
|                                         | Einzeldenkmal der Sachgesamtheit Siedlung des Spar- und Bauvereins Dresden-Gruna: Häuserzeile (Einzeldenkmal zu ID-Nr. 09306553)                                   | Zirkelsteinstraße 1; 3; 5; 7; 9 (Karte)                                  | 1924–1927 (Häuserzeile)                                                                                            | vom Spar- und Bauverein vor allem in traditioneller Bauweise errichteter dreigeschossiger Bau mit Walmdach, horizontale Betonung der straßenseitigen Ansicht durch Gurtgesims über dem zweiten Geschoss, bis zu dieser Höhe auch Art-déco-Putzornamente über den Eingangsbereichen, Teil einer der bemerkenswertesten Dresdner Siedlungen aus der Zeit um 1925 und markantes architektonisches Zeugnis seiner Zeit, baugeschichtlich, künstlerisch und städtebaulich bedeutend | 09210568 |
|                                         | Einzeldenkmal der Sachgesamtheit Siedlung des Spar- und Bauvereins Dresden-Gruna: Doppelwohnhaus (Einzeldenkmal zu ID-Nr. 09306553)                                | Zirkelsteinstraße 2; 4 (Karte)                                           | 1924–1927 (Doppelwohnhaus)                                                                                         | vom Spar- und Bauverein vor allem in traditioneller Bauweise errichteter dreigeschossiger Bau mit Walmdach, horizontale Betonung der straßenseitigen Ansicht durch Gurtgesims über dem zweiten Geschoss, bis zu dieser Höhe auch Putzornamente über den Eingangsbereichen, als Teil einer der bemerkenswertesten Dresdner Siedlungen aus der Zeit um 1925 und markantes architektonisches Zeugnis seiner Zeit, baugeschichtlich, künstlerisch und städtebaulich bedeutend | 09218498 |
|                                         | Einzeldenkmal der Sachgesamtheit Siedlung des Spar- und Bauvereins Dresden-Gruna: Häuserzeile (Einzeldenkmal zu ID-Nr. 09306553)                                   | Zirkelsteinstraße 6; 8; 10; 12 (Karte)                                   | 1924–1927 (Häuserzeile)                                                                                            | vom Spar- und Bauverein vor allem in traditioneller Bauweise errichteter dreigeschossiger Bau mit Walmdach, horizontale Betonung der straßenseitigen Ansicht durch Gurtgesims über dem zweiten Geschoss, bis zu dieser Höhe auch Art-déco-Putzornamente über den Eingangsbereichen, Teil einer der bemerkenswertesten Dresdner Siedlungen aus der Zeit um 1925 und markantes architektonisches Zeugnis seiner Zeit, baugeschichtlich, künstlerisch und städtebaulich bedeutend | 09218499 |
|                                         | Einzeldenkmal der Sachgesamtheit Siedlung des Spar- und Bauvereins Dresden-Gruna: Häuserzeile mit Zirkelsteinstraße 11 (Einzeldenkmal zu ID-Nr. 09306553)          | Zirkelsteinstraße 11 (Karte)                                             | 1924–1927 (Häuserzeile)                                                                                            | vom Spar- und Bauverein vor allem in traditioneller Bauweise errichteter dreigeschossiger Bau mit Walmdach, horizontale Betonung der straßenseitigen Ansicht durch Gurtgesims über dem zweiten Geschoss, bis zu dieser Höhe auch Eckecker, Teil einer der bemerkenswertesten Dresdner Siedlungen aus der Zeit um 1925 und markantes architektonisches Zeugnis seiner Zeit, baugeschichtlich, künstlerisch und städtebaulich bedeutend | 09218422 |
|                                         | Einzeldenkmal der Sachgesamtheit Siedlung des Spar- und Bauvereins Dresden-Gruna: Häuserzeile (Einzeldenkmal zu ID-Nr. 09306553)                                   | Zschirnsteinstraße 1; 3; 5; 7 (Karte)                                    | 1924–1927 (Mehrfamilienwohnhaus)                                                                                   | vom Spar- und Bauverein vor allem in traditioneller Bauweise errichteter zweigeschossiger Bau mit steinsichtigem Sockel, Mansardwalmdach, Faschen und plastischen Art-déco-Putzornamenten im Eingangsbereich, Teil einer der bemerkenswertesten Dresdner Siedlungen aus der Zeit um 1925 und markantes architektonisches Zeugnis seiner Zeit, baugeschichtlich, künstlerisch und städtebaulich bedeutend | 09218500 |
|                                         | Einzeldenkmal der Sachgesamtheit Siedlung des Spar- und Bauvereins Dresden-Gruna: Häuserzeile (Einzeldenkmal zu ID-Nr. 09306553)                                   | Zschirnsteinstraße 2; 4; 6; 8; 10; 12 (Karte)                            | 1924–1927 (Häuserzeile)                                                                                            | vom Spar- und Bauverein vor allem in traditioneller Bauweise errichteter zweigeschossiger Bau mit Mansardwalmdach, Faschen und plastischen Putzornamenten im Eingangsbereich, Teil einer der bemerkenswertesten Dresdner Siedlungen aus der Zeit um 1925 und markantes architektonisches Zeugnis seiner Zeit, baugeschichtlich, künstlerisch und städtebaulich bedeutend | 09218501 |
|                                         | Einzeldenkmal der Sachgesamtheit Siedlung des Spar- und Bauvereins Dresden-Gruna: Wohnhaus (Einzeldenkmal zu ID-Nr. 09306553)                                      | Zschirnsteinstraße 9 (Karte)                                             | 1924–1927 (Mehrfamilienwohnhaus)                                                                                   | vom Spar- und Bauverein vor allem in traditioneller Bauweise errichteter zweigeschossiger Bau mit steinsichtigem Sockel, Mansardkrüppelwalmdach, Faschen und plastischen Putzornamenten im Eingangsbereich, Teil einer der bemerkenswertesten Dresdner Siedlungen aus der Zeit um 1925 und markantes architektonisches Zeugnis seiner Zeit, baugeschichtlich, künstlerisch und städtebaulich bedeutend | 09218502 |
|                                         | Einzeldenkmal der Sachgesamtheit Siedlung des Spar- und Bauvereins Dresden-Gruna: Häuserzeile mit Zschirnsteinstraße 14 (Einzeldenkmal zu ID-Nr. 09306553)         | Zschirnsteinstraße 14 (Karte)                                            | 1924–1927 (Häuserzeile)                                                                                            | vom Spar- und Bauverein vor allem in traditioneller Bauweise errichteter dreigeschossiger Bau mit Walmdach, horizontale Betonung der straßenseitigen Ansicht durch Gurtgesims über dem zweiten Geschoss, bis zu dieser Höhe auch Eckecker, Teil einer der bemerkenswertesten Dresdner Siedlungen aus der Zeit um 1925 und markantes architektonisches Zeugnis seiner Zeit, baugeschichtlich, künstlerisch und städtebaulich bedeutend | 09218425 |
|                                         | Mietshaus in offener Bebauung | Zwinglistraße 10 (Karte)                                                 | um 1915 (Mietshaus)                                                                                                | dreigeschossiger, historisierender Putzbau mit Mansarddach, annähernd symmetrischer Aufbau der Fassade mit figürlichen Putzreliefen, ein farbiges Mosaikglasfenster als besonderes Ausstattungsmerkmal, baugeschichtlich und künstlerisch von Bedeutung | 09217884 |
|                                         | Doppelmietshaus in offener Bebauung | Zwinglistraße 11; 13 (Karte)                                             | um 1915 (Doppelmietshaus)                                                                                          | dreigeschossiger, historisierender Putzbau mit Mansardwalmdach, symmetrischer Aufbau der Fassade mit seitlichen Standerkern, mittigen, halbrunden Balkonen und Giebelgauben, Putzmedaillons und figürliche Putzreliefe als gliedernde Schmuckelemente an der Straßenfront sowie farbige Mosaikglasfenster als besonderes Ausstattungsmerkmal der Erker, baugeschichtlich und künstlerisch von Bedeutung | 09217885 |
|                                         | Doppelmietshaus mit Einfriedung in offener Bebauung | Zwinglistraße 12; 14 (Karte)                                             | nach 1920 (Doppelmietshaus)                                                                                        | dreigeschossiger Putzbau mit Mansardwalmdach und Klinkersockel, symmetrischer Aufbau der Fassade mit Eckquaderungen, mittigen, einfach überdachtem Eingangsbereich der Nummer 12 und lisenenartigen farblich abgesetzten Putzbändern, baugeschichtlich von Bedeutung | 09217886 |
|                                         | Villa mit Einfriedung | Zwinglistraße 25 (Karte)                                                 | um 1885 (Villa) | zweigeschossiger Putzbau mit südlich überhöhtem turmartigen Baukörper mit Balkonen im Erdgeschoss und 1. Obergeschoss, bis auf ein das Erdgeschoss einfassendes Gurtgesims und Natursteinfaschen keine weitere Fassadengestaltung, baugeschichtlich und stadtentwicklungsgeschichtlich von Bedeutung | 09217887 |
| Weitere Bilder                          | Mietshaus in ehemals geschlossener Bebauung und Ecklage | Zwinglistraße 36 (Karte)                                                 | um 1900 (Mietshaus)                                                                                                | repräsentativer, historisierender viergeschossiger Bau mit symmetrischer Sandstein-Fassade und Rustizierung im Erdgeschoss, Betonung der Ecke bzw. Schaufassaden durch oktogonalen Turm und beidseitig anschließende Giebeln sowie Balkone, baugeschichtlich, architekturgeschichtlich und stadtentwicklungsgeschichtlich von Bedeutung | 09218503 |
|                                         | Wohnhaus in Ecklage und offener Bebauung | Zwinglistraße 47 (Karte)                                                 | 1920er Jahre (Wohnhaus)                                                                                            | dreigeschossiger Putzbau (im mittleren Bereich viergeschossig) über winkligem Grundriss mit auskragendem Flachdach, Laden im Erdgeschoss, zur Nordseite halbrunde Balkone in Formensprache der klassischen Moderne, baugeschichtlich und stadtentwicklungsgeschichtlich von Bedeutung | 09217888 |

## Ehemalige Kulturdenkmale
| Bild | Bezeichnung | Lage                     | Datierung | Beschreibung | ID |
| ---- | ----------- | ------------------------ | --------- | ------------ | -- |
|      | Wohnhaus    | Zwinglistraße 15 (Karte) |           |              |    |

## Ausführliche Denkmaltexte
1. ↑  Sachgesamtheit Gartenheimsiedlung Gruna, Großsiedlung des Bauverein Gartenheim, Siedlung zwischen Junghansstraße, Hepkestraße, Landgraben und Am Grüngürtel, mit den Einzeldenkmalen: Am Anfang 1, 3 (ID-Nr. 09218403), Am Anfang 2–10, gerade (ID-Nr. 09218404), Am Ende 2, 4, 6 (ID-Nr. 09218405), Am Ende 10–18, gerade (ID-Nr. 09218406), Am Grüngürtel 1, 3, 5 (ID-Nr. 09218407), Am Grüngürtel 2, 4, 6 (ID-Nr. 09218408), Am Grüngürtel 8, 10, 12 (ID-Nr. 09218412), Am Grüngürtel 14/Junghansstraße 65 (ID-Nr. 09218409), An den Gärten 2–20, gerade (ID-Nr. 09218413), Baumzeile 1–19, ungerade (ID-Nr. 09218416), Gartenheimallee 1, 3, 5 (ID-Nr. 09218426), Gartenheimallee 2, 4, 6 (ID-Nr. 09218430), Gartenheimallee 7, 9 (ID-Nr. 09218427), Gartenheimallee 8, 10 (ID-Nr. 09218431), Gartenheimallee 11, 13 (ID-Nr. 09218428), Gartenheimallee 12, 14 (ID-Nr. 09218432), Gartenheimallee 15, 17, 19 (ID-Nr. 09218429), Gartenheimallee 16, 18, 20 (ID-Nr. 09218433), Gartenheimsteg 1–11, ungerade (ID-Nr. 09218434), Gartenheimsteg 2, 4 (ID-Nr. 09218435), Grabenwinkel 10, 12, 14 (ID-Nr. 09218441), Grabenwinkel 13–19, ungerade (ID-Nr. 09218440), Grabenwinkel 20, 22 (ID-Nr. 09218442), Hepkestraße 60, 62 (ID-Nr. 09218443), Hepkestraße 64–78, gerade (ID-Nr. 09218444), Hepkestraße 80–98, gerade (ID-Nr. 09218445), Hepkestraße 100–110, gerade (ID-Nr. 09218446), Junghansstraße 19–31, ungerade (ID-Nr. 09218450), Junghansstraße 33, 35 (ID-Nr. 09218451), Junghansstraße 37–49, ungerade (ID-Nr. 09218452), Junghansstraße 51, 53 (ID-Nr. 09218453), Junghansstraße 55, 57 (ID-Nr. 09218454), Junghansstraße 59, 61, 63 (ID-Nr. 09218455), Junghansstraße 65/Am Grüngürtel 14 (ID-Nr. 09218409), Kleinhausweg 1–15, ungerade (ID-Nr. 09218457), Kleinhausweg 2, 4, 6, 8 (ID-Nr. 09218461), Kleinhausweg 10–20, gerade (ID-Nr. 09218462), Kleinhausweg 17–23, ungerade (ID-Nr. 09218458), Kleinhausweg 22–28, gerade (ID-Nr. 09218463), Kleinhausweg 25–39, ungerade (ID-Nr. 09218459), Kleinhausweg 30–40, gerade (ID-Nr. 09218464), Kleinhausweg 41, 43, 45, 47 (ID-Nr. 09218460), Kurzer Schritt 1–27, ungerade (ID-Nr. 09218465), Lange Zeile 1, 3 (ID-Nr. 09218466), Lange Zeile 2, 4, 6 (ID-Nr. 09218469), Lange Zeile 5–13, ungerade (ID-Nr. 09218467), Lange Zeile 12, 14, 16 (ID-Nr. 09218470), Lange Zeile 15, 17 (ID-Nr. 09218468), Postgang 2, 4, 6 (ID-Nr. 09218471) sowie Grabenwinkel 1–9, ungerade, Lange Zeile 8, 10, Baumzeile 5a, 13a und Am Ende 8, 8a, 8b sowie alle Einfriedungen, Gaslaternen und Wohngrün als Sachgesamtheitsteile; baugeschichtlich, ortsgeschichtlich, stadtentwicklungsgeschichtlich sowie städtebaulich und in Teilen künstlerisch bedeutend.
2. ↑  Sachgesamtheit Siedlung des Spar- und Bauvereins Dresden-Gruna, mit folgenden Einzeldenkmalen: den Häuserzeilen Am Knie 1–9, ungerade Hnr. (ID-Nr. 09218410), Am Knie 2–10, gerade Hnr. (ID-Nr. 09218411), Bärensteiner Straße 38–46, gerade Hnr. (ID-Nr. 09218414), Bärensteiner Straße 48–56, gerade Hnr. (ID-Nr. 09218415), Frauensteiner Platz 1–7, ungerade Hnr. (ID-Nr. 09218421) und Frauensteiner Platz 9, 11/Zirkelsteinstraße 11 (ID-Nr. 09218422), den Wohnhäusern Frauensteiner Platz 13 (ID-Nr. 09218423) und Frauensteiner Platz 15 (ID-Nr. 09218424), den Häuserzeilen Frauensteiner Platz 17, 19/Zschirnsteinstraße 14 (ID-Nr. 09218425), Gerader Steg 1–9, ungerade Hrn. (ID-Nr. 09218436) und Gerader Steg 2–10, gerade Hnr. (ID-Nr. 09218437), dem Wohnhaus Gerader Steg 12 (ID-Nr. 09218438), dem Doppelwohnhaus Hepkestraße 112, 114 (ID-Nr. 09218447), den Häuserzeilen Hepkestraße 116–126, gerade Hnr. (ID-Nr. 09218448), Hepkestraße 128–134, gerade Hnr. (ID-Nr. 09218449), Hocksteinstraße 1–9, ungerade Hnr. (ID-Nr. 09218491) und Hocksteinstraße 2–10, gerade Hnr. (ID-Nr. 09218492), den Wohnhäusern Liebethaler Weg 1 (ID-Nr. 09218493), und Uttewalder Straße 6 (ID-Nr. 09218496), den Häuserzeilen Uttewalder Straße 15–19, ungerade Hnr. (ID-Nr. 09210565) und Zirkelsteinstraße 1–9, ungerade Hnr. (ID-Nr. 09210568), dem Doppelwohnhaus Zirkelsteinstraße 2, 4 (siehe Einzeldenkmalliste, Obj. 9218498), den Häuserzeilen Zirkelsteinstraße 6–12, ungerade Hnr. (ID-Nr. 09218499), Zschirnsteinstraße 1–7, ungerade Hnr. (ID-Nr. 09218500) und Zschirnsteinstraße 2–12, gerade Hnr. (ID-Nr. 09218501) sowie dem Wohnhaus Zschirnsteinstraße 9 (ID-Nr. 09218502), dazu die Außenanlagen als Sachgesamtheitsteile; Großsiedlung zwischen Landgraben, Hepkestraße, Bärensteiner Straße und Frauensteiner Platz, baugeschichtlich, ortsgeschichtlich, stadtentwicklungsgeschichtlich sowie städtebaulich und in Teilen künstlerisch bedeutend.
3. ↑  Das Mietshaus Beilstraße 16 befindet sich in Dresden-Gruna, östlich des Großen Gartens. Das um 1910 entstandene Gebäude zeigt eine für die Zeit typische, versachlichte Formensprache. Besonders bemerkenswert erscheint das hohe, den Baukörper beinahe dominierende Mansarddach. Der deutlich reduzierte späte Jugendstildekor konzentriert sich nur auf einigen hervorgehobenen Bereichen und Bauteilen (Einfriedung, Eingang und Dachgaupe). Diese Art der Gestaltung mit deutlicher zur Geltung kommender Funktionalität des Baukörpers und sparsam eingesetztem Fassadenschmuck war charakteristisch für die Architektur nach 1900 (frühe Moderne, Reformarchitektur usw.). Die Sichtbarmachung der Funktion geschah im bewussten Widerspruch zur akademisch erstarrten Bauweise des ausgehenden 19. Jahrhunderts mit ihren überladenen, eklektizistischen Fassaden. Dem bürgerlichen Repräsentationsbedürfnis der Kaiserzeit trägt allein der beeindruckende Baukörper mit seinem markanten, eigenwilligen Grundriss Rechnung. Das wird insbesondere an der Gartenseite mit abgerundeten Ecken und unterschiedlichen, variatonsreichen Balkongestaltungen deutlich. Hinzu kommt die aufwendige Ausstattung des von einem Lichtschacht erhellten Treppenhauses. Hier haben sich die Farbverglasung des Oberlichtes, Geländer, Wohnungseingangstüren usw. erhalten. Möglicherweise ist hinter den Unterhangdecken im Obergeschoß noch Stuckornamentik vorhanden. Die Denkmaleigenschaft der Beilstraße 16 ergibt sich demzufolge vor allem aus ihrer baugeschichtlichen Bedeutung. Das um 1910 entstandene Gebäude besitzt auf Grund seiner zeittypischen architektonischen Gestaltung und seines Erhaltungszustandes (möglicherweise war die Straßenseite noch etwas aufwendiger gestaltet) einen exemplarischen und dokumentarischen Charakter für die Wohnhausarchitektur im ersten Viertel des 20. Jahrhunderts mit beachtlicher Originalität und Integrität. Darüber hinaus ist die Beilstraße 16 auch stadtentwicklungsgeschichtlich von Wert, da an ihrem Beispiel die Ausdehnung der einstigen Vorstadt Gruna veranschaulicht werden kann.
4. ↑  Sachgesamtheit Siedlung Gruna der Gemeinnützigen Wohnungsbau-A.-G. (GEWOBAG), mit folgenden Einzeldenkmalen: den Häuserzeilen Falkensteinplatz 7, 8, 9, zus. mit Schrammsteinstraße 1 (ID-Nr. 09218420), Haenel-Clauß-Straße 2–10, gerade Hnr. (ID-Nr. 09218472), Hepkestraße 34, 34a, 36 (ID-Nr. 09218475), Vollsackstraße 1–7, ungerade Hnr, (ID-Nr. 09218489), Vollsackstraße 2–8, gerade Hnr. (ID-Nr. 09218490), Schrammsteinstraße 3–7, ungerade Hnr. (ID-Nr. 09218486), Heynahtsstraße 9–17, ungerade Hnr. (ID-Nr. 09218483), Hepkeplatz 2, 4, zus. mit Hepkestraße 38, 40 (ID-Nr. 09218474), Heynahtsstraße 12–18, gerade Hnr., zus. mit Hepkestraße 42 (ID-Nr. 09218474), Hepkestraße 44–54, gerade Hnr. (ID-Nr. 09218474), Schrammsteinstraße 9–13, ungerade Hnr. (ID-Nr. 09218487), Schrammsteinstraße 13b, 13c, 13d (ID-Nr. 09218488), Hepkestraße 47–53, ungerade Hnr. (ID-Nr. 09218488), Hepkestraße 53b, 53c, 53d (ID-Nr. 09218482), Hepkeplatz 6, 8, 10, zus. mit Hepkestraße 45 und Eibenstocker Straße 2 (ID-Nr. 09218473) und Eibenstocker Straße 4–14, gerade Hnr. (ID-Nr. 09218417) sowie den Außenanlagen als Sachgesamtheitsteile; Anlage bestehend aus 16 Häuserzeilen und einem Funktionsgebäude (Hepkestraße 34a), mehrgeschossige Bauten mit Flachdächern nach einheitlichem Konzept von Erich Hempel von 1925 bis 1928 im Auftrag der gemeinnützigen Wohnungsbaugenossenschaft GEWOBAG errichtet, sachlich funktional strukturierte Gestaltung in Anlehnung an die Ideen des Bauhauses, baugeschichtlich, städtebaulich und stadtentwicklungsgeschichtlich von Bedeutung.